# Chronologie de l'Union européenne
La chronologie de l'Union européenne rassemble les principales dates concernant l'histoire de l'Union européenne organisées selon un ordre chronologique.
Ces dates vont de la genèse de l'Union européenne, faite des héritages laissés par l'histoire de l'Europe d'où naquirent l'idée d'une unité européenne et d'une identité commune fondée sur l'Antiquité gréco-romaine, le christianisme, les valeurs de l'humanisme et celle du siècle des Lumières, puis passent par les étapes de sa construction effective après la Seconde Guerre mondiale, jusqu'à son actualité récente.

L'Union européenne de 1957 à aujourd'hui. (cliquer pour voir l'animation)

## Aux origines de la construction européenne

### De l'Empire romain au Saint-Empire romain germanique

L'Empire romain à son apogée sous Trajan.
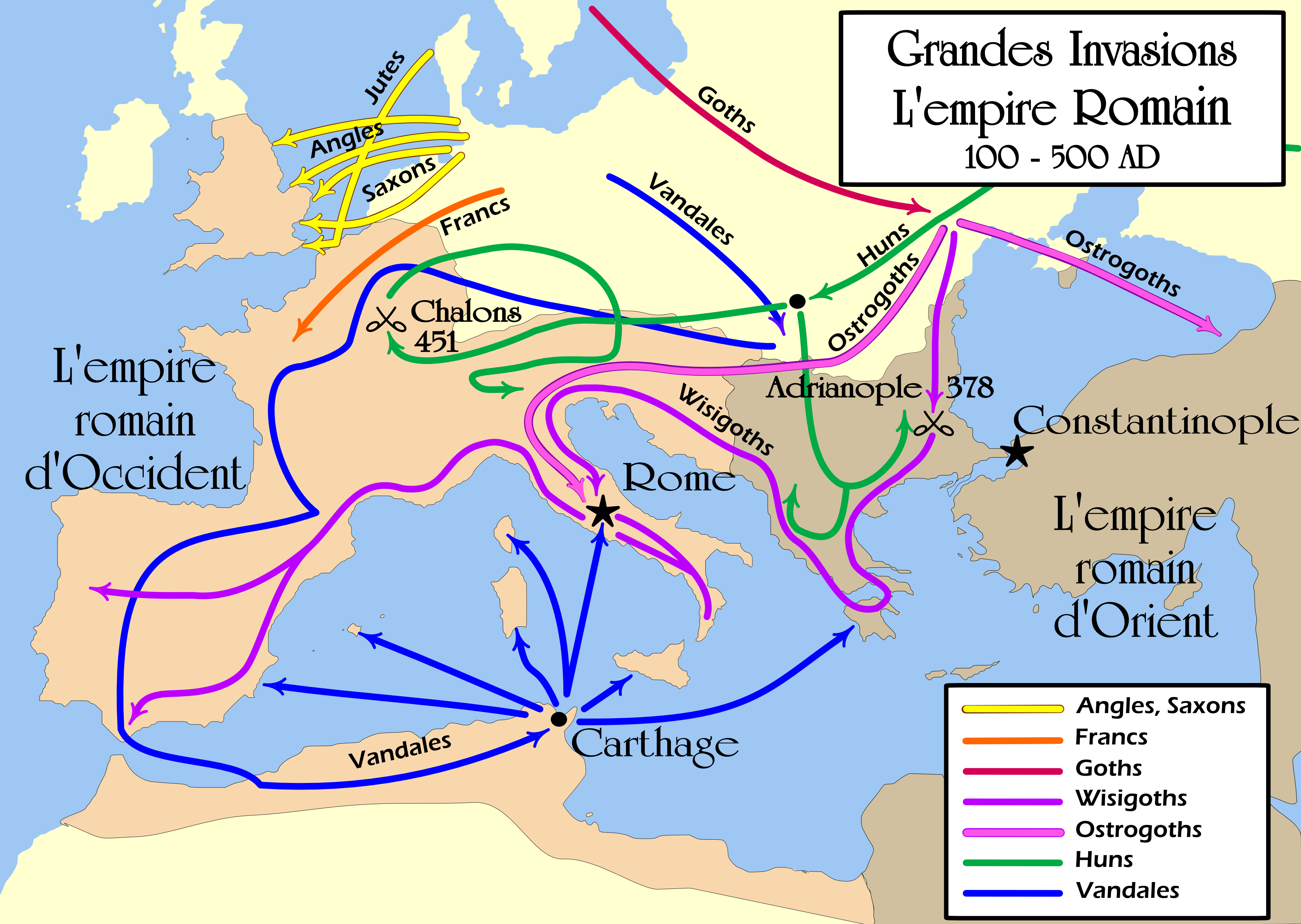
Les grandes invasions qui provoquèrent le déclin de l'Empire romain d'Occident.
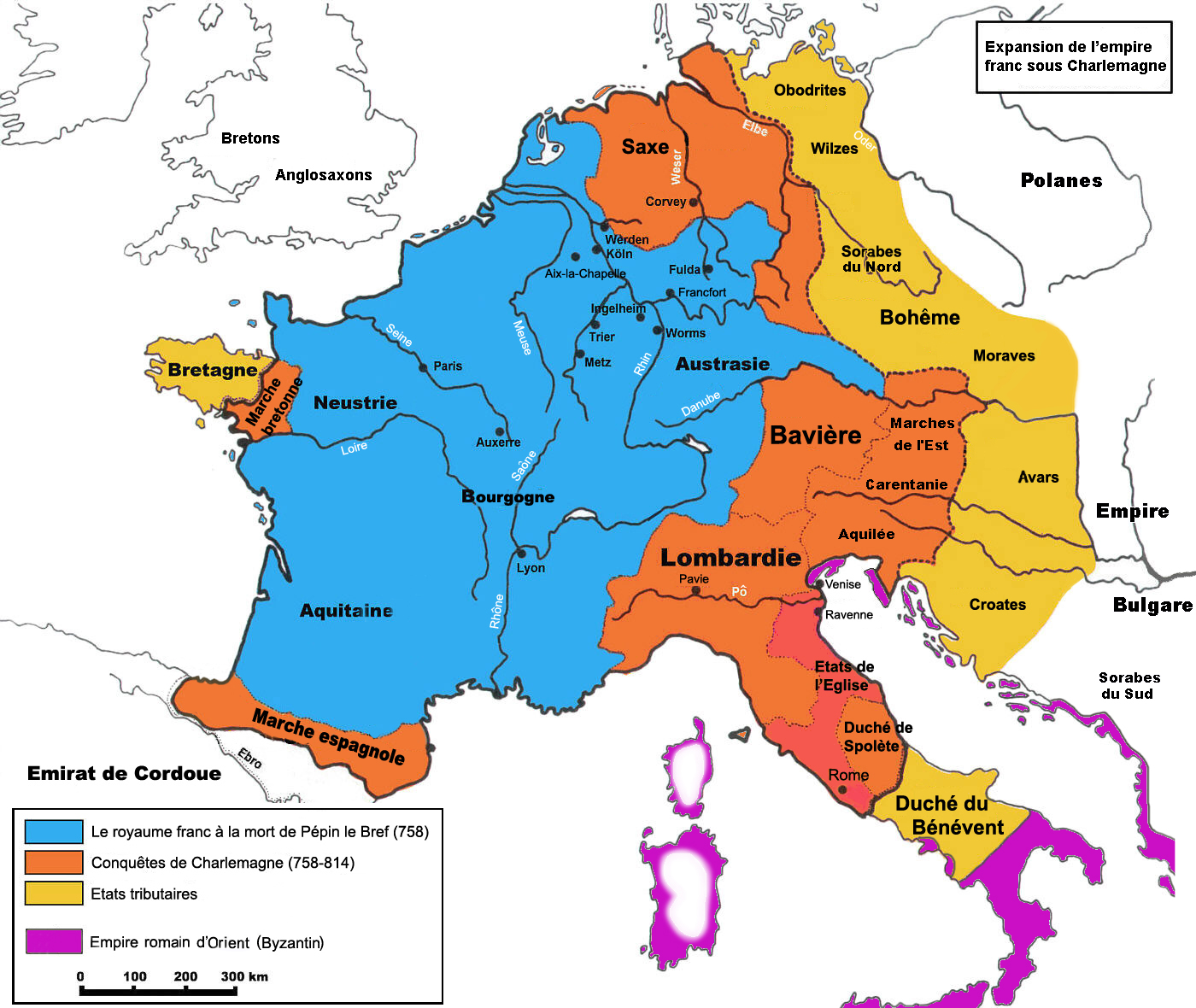
L'Empire carolingien sous Charlemagne.
Le Saint-Empire romain germanique en 1630.

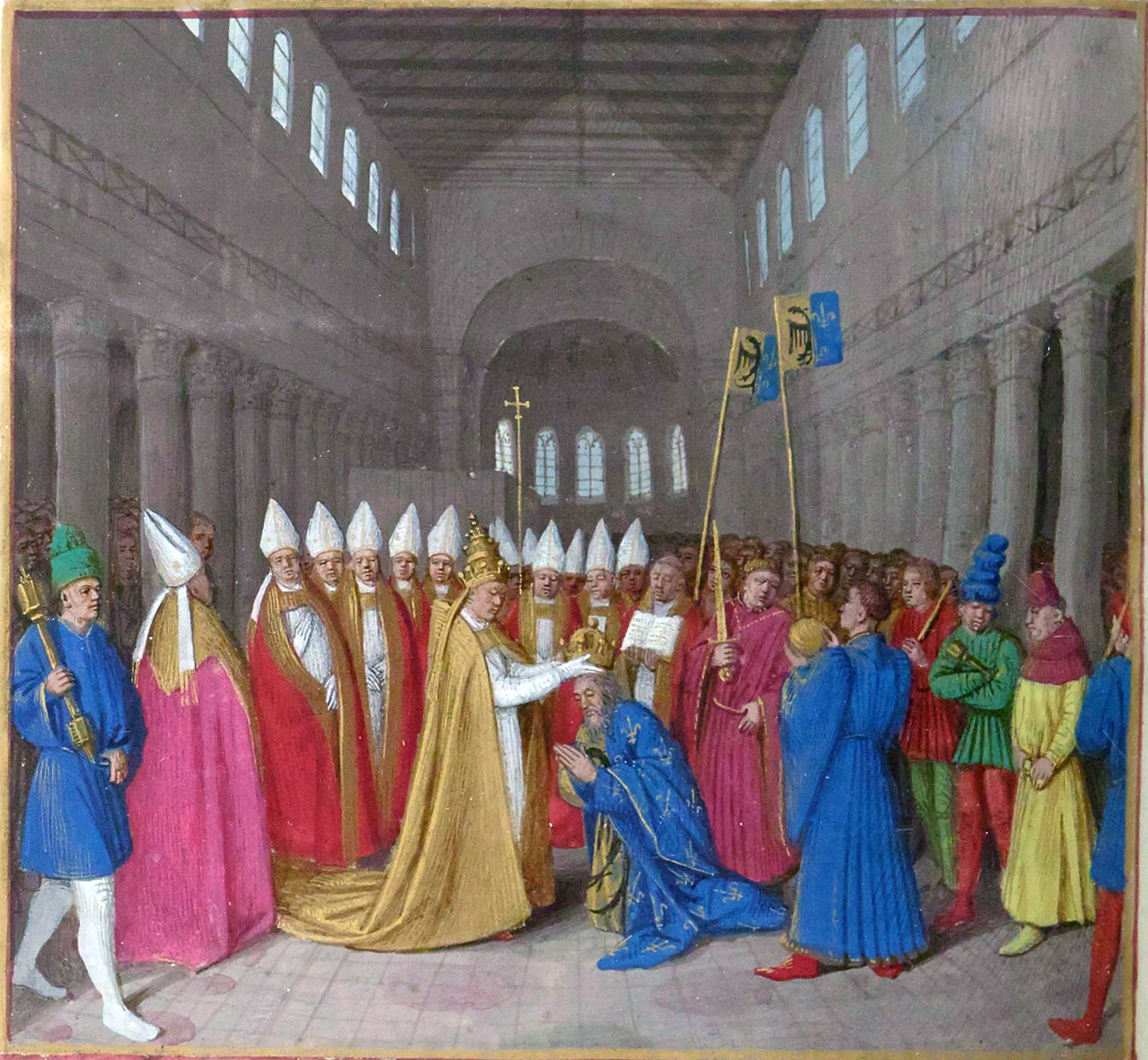
Sacre de Charlemagne (742 - 814), les Grandes Chroniques de France, enluminées par Jean Fouquet vers 1455-1460.

117 : apogée de l'Empire romain qui a imposé la Pax Romana à une grande partie de l'Europe. L'Union européenne lui doit la langue de sa devise, le latin, In varietate concordia (Unie dans la diversité) et la famille des langues romanes parlées en Belgique, Espagne, en France, en Italie, au Portugal et en Roumanie.
395 : l'Empire romain est divisé en deux : l'Empire romain d'Occident et l'Empire romain d'Orient (ou Empire byzantin).
476 : le 4 septembre, Romulus Augustule abdique. Fin conventionnelle de l'Empire romain d'Occident qui ne résiste pas aux grandes invasions. Le Moyen Âge commence en Europe, période de nombreuses guerres.
732 : le 25 octobre, Charles Martel stoppe l'avancée des musulmans à la bataille de Poitiers.
800 : le 25 décembre, Charlemagne, surnommé le « père de l'Europe » par un poète anonyme du IXe siècle, est sacré empereur d'Occident par le Pape. L'Empire carolingien préfigure l'Europe du Traité de Rome. La Renaissance carolingienne apporte à l'Europe l'unité de l'écriture en langue latine
843 : dissolution de l'Empire carolingien.
962 : le 2 février, Otton Ier est couronné empereur des Romains. Il fonde le Saint-Empire romain germanique.

### De l'Humanisme au siècle des Lumières

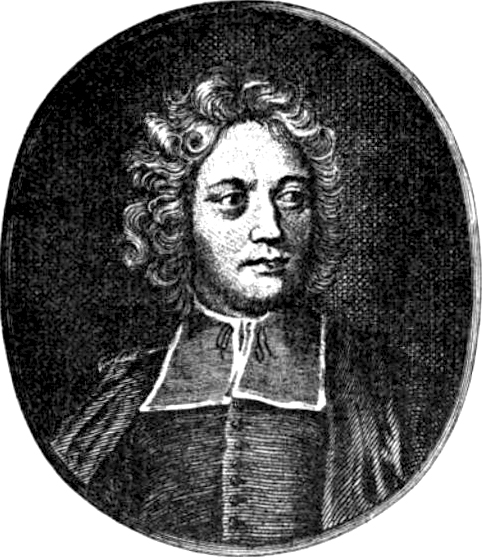
Charles-Irénée Castel de Saint-Pierre (1658 - 1743), dit l'abbé de Saint-Pierre, écrivain et diplomate français auteur du Projet pour rendre la paix perpétuelle en Europe.

1306 : publication de De recuperatione Terrae Sanctae dans lequel Pierre Dubois expose l'idée d'une réorganisation politique en Europe afin de récupérer le tombeau du Christ en Terre sainte.
1516 : Érasme avance dans Plaidoyer pour la paix l'idée d'un grand ensemble européen contre les conflits qui ravagent l'Europe.
1526 : l'humaniste espagnol Luis Vives publie Des Conflits européens et de la guerre turque (De Europae dissidiis et bello turcio). Dans cet ouvrage, il préconise une union des royaumes d'Europe dans la guerre contre les Turcs.
1641 : mort de Maximilien de Béthune, duc de Sully, ministre d'Henri IV qui conçut un « Grand Desseyn » pour l'Europe. Les terres auraient été repartie entre quinze États pour qu'ils fussent de puissances équivalentes et un « Conseil très chrétien de l'Europe » aurait été établi au-dessus de ces États et doté d'une armée afin de résoudre leurs différends.
1648 : Paix de Westphalie en 1648. Ce traité est d'une importance capitale pour l'Europe moderne : Remodelage de la carte de l'Europe, création de la Suisse, indépendance des Pays-Bas, réorganisation de l'Allemagne... Le Saint-Empire se trouva ainsi morcelé en 350 petits États, sonnant le glas de la puissance des Habsbourg. Le traité a également érigé par là l'État-nation souverain comme socle du droit international, mettant fin (en théorie) au droit du plus fort. Ce fut une nouvelle conception de la souveraineté. Le traité reconnait religieusement les trois confessions, catholique, luthérienne et calviniste dans le Saint-Empire, les princes conservant le droit d'imposer leur religion à leurs sujets. Il s'agit donc d'une norme de non-ingérence : la religion devient un domaine géré librement par chaque État souverain. Il consacre enfin l'État-nation souverain et créé les bases de l'Europe moderne. Ce système a perduré jusqu'en 1917.
1696 : L'Anglais William Penn, dans son Essai pour la paix présente et future de l'Europe, envisage un parlement européen et le français comme langue européenne.
1712 : à la suite de la guerre de Succession d'Espagne, longue et sanglante guerre paneuropéenne (1701-1713), l'abbé de Saint-Pierre publie son Projet pour rendre la paix perpétuelle en Europe dans lequel il évoque une « union permanente et perpétuelle entre les souverains signataires dans le dessein de rendre la paix inaltérable en Europe. » Cet ouvrage influença Jean-Jacques Rousseau et inspira les créateurs de la Société des Nations.
1756 : Jean-Jacques Rousseau rédige les Extraits et jugements sur le projet de paix perpétuelle, d'après les écrits de l'abbé de Saint-Pierre.
1785 : Friedrich Schiller écrit l'Ode à la joie.
1789 : les idéaux de la Révolution française et les conflits qui en découlent tentent d'unifier l'Europe autour de valeurs révolutionnaires issues des Lumières contre les monarchies européennes.
1795 : Emmanuel Kant préconise une fédération d'États libres dans son Essai sur la paix perpétuelle.

### Du Premier Empire à la Seconde Guerre mondiale

L'Empire français (Premier Empire) et ses vassaux en 1811.
L'Empire austro-hongrois en 1913.
L'Empire allemand entre 1871 et 1918.
L'Europe pendant la Seconde Guerre mondiale.

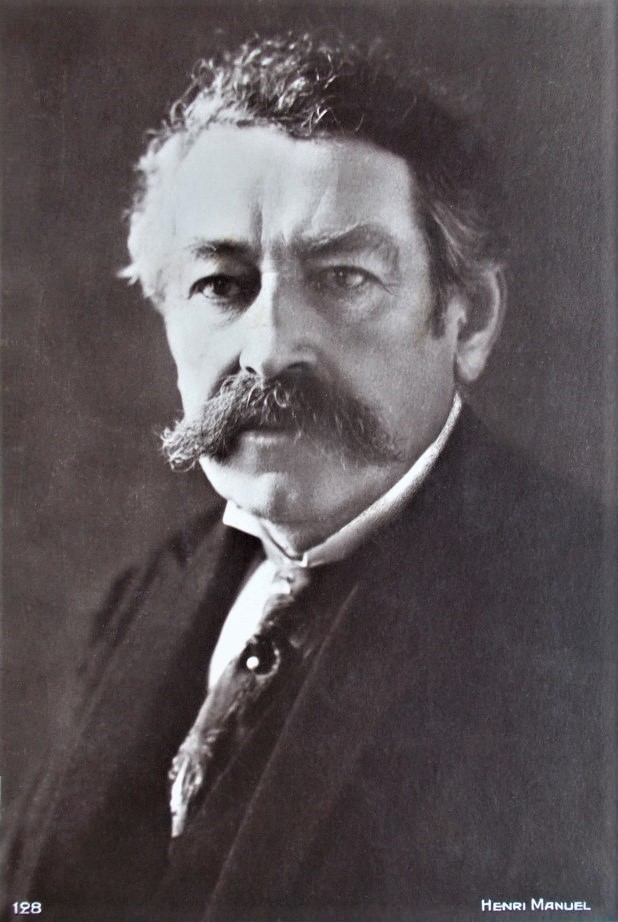
Aristide Briand (1862 - 1932), homme politique et diplomate français, prix Nobel de la paix en 1926.

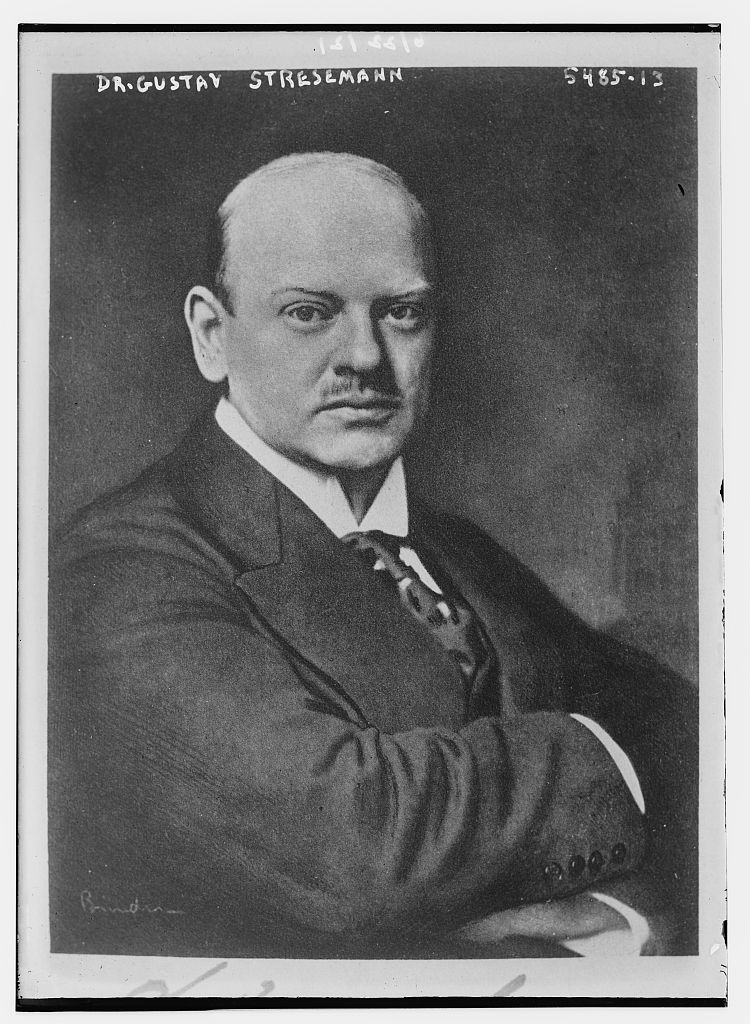
Gustav Stresemann (1878 - 1929), homme politique et diplomate allemand, prix Nobel de la paix en 1926.

1811 : le Premier Empire est à son apogée. Napoléon Ier étend temporairement la domination française sur la plus grande partie de l'Europe et propage les valeurs révolutionnaires.
1814 : les grandes puissances européennes sont en plein Congrès de Vienne qui dure du 1er octobre 1814 au 9 juin 1815. Le comte de Saint-Simon publie, avec l'aide de son secrétaire particulier Augustin Thierry, De la réorganisation de la société européenne dans lequel il propose une réconciliation entre la France et l'Angleterre, afin de constituer une Europe stable et puissante économiquement grâce au libre-échange, et que l'Europe soit dotée d'une « Chambre des députés du Parlement européen » selon le modèle de la Chambre des communes, d'une « Chambre des Pairs européens », et d'un Roi.
1815 : le 16 octobre, Napoléon Ier est exilé par le gouvernement britannique sur l'île de Sainte-Hélène. Il y recommanda la création d'un État fédéral européen : « Je voulais dompter l'Europe par la violence. Aujourd'hui, il me faut la convaincre par les idées. »
1823 : Ludwig van Beethoven compose sa neuvième symphonie, dont l'Ode à la joie de Friedrich Schiller constitue la pièce chantée du final.
1832 : le 6 juin, mort de Jeremy Bentham, philosophe britannique qui recommandait la création d'une Europe unie issue d'une alliance entre la Grande-Bretagne et la France.
1849 : le 21 août, Victor Hugo prononce un discours au 3e Congrès international de la paix dans lequel il utilise pour la première fois l'expression d'États-Unis d'Europe.
1865 : le 23 décembre, signature de la convention qui fonde l'Union monétaire latine, organisation monétaire fondée sur la normalisation des émissions de monnaie d'or et d'argent.
1867 : la Ligue internationale permanente de la paix créé la revue États-Unis d'Europe après la Conférence de la paix de Genève.
1921 : le 25 juillet, signature du traité créant l'Union économique belgo-luxembourgeoise.
1923 : en octobre, Richard Coudenhove-Kalergi publie Paneuropa dans lequel il propose le premier projet moderne d'une Europe unie.
1925 : le 16 octobre, signature des Accords de Locarno, à Locarno, en Suisse. Ils sont officiellement ratifiés à Londres le 1er décembre.
1926 : le 10 décembre, Aristide Briand et Gustav Stresemann reçoivent le prix Nobel de la paix pour les accords de Locarno.
1929 : le 5 septembre, Aristide Briand prononce un discours sur un projet d'union européenne à l'Assemblée générale de la Société des Nations au nom du gouvernement français et en accord Gustav Stresemann.
1938 : en novembre, création de la Federal Union au Royaume-Uni.
1939 : le 3 septembre, début de la Seconde Guerre mondiale.
1940 : le 11 juin, Jean Monnet lance le projet d'une fusion franco-britannique.
1941 :
- Mai : à la suite du succès des forces de l'Axe, une grande partie de l'Europe est occupée par les nazis.
- Juin :
  - Altiero Spinelli et Ernesto Rossi rédigent à Ventotene le Manifeste pour une Europe libre et unie, ou Manifeste de Ventotene, où ils attribuent à l'État national la cause de la guerre et déclarent comme priorité stratégique pour l'après-guerre la lutte pour la fédération européenne plutôt que la transformation de l'État national[10].
  - à Munich, en Allemagne, les étudiants du mouvement « La Rose blanche » prennent position pour une fédération européenne après la guerre.

1943 : le 27 et le 28 août, Altiero Spinelli fonde à Milan le Mouvement fédéraliste européen qui adopte le Manifeste de Ventotene comme programme.
1944 :
- 31 mars, 29 avril et 20 mai : réunion à Genève des délégués des mouvements de résistance de plusieurs pays européens pour discuter du projet de fédéralisme européen.
- Juin : Comité français pour la fédération européenne est fondé à Lyon[11].
- 7 juillet : Ernesto Rossi, Altiero Spinelli, Henri Frenay et d'autres chefs de la résistance européenne publient la Déclaration des résistances européennes présentant un projet de fédération européenne.
- 5 septembre : signature entre les pays du Benelux du traité visant à supprimer les droits de douane à leurs frontières communes et de fixer une même taxation pour les marchandises venant de l'extérieur.

## Du Congrès de la Haye à la CECA (1945-1951)

L'Europe coupée en deux par le « rideau de fer ».
Les membres du Conseil de l'Europe dans le monde.

### 1945

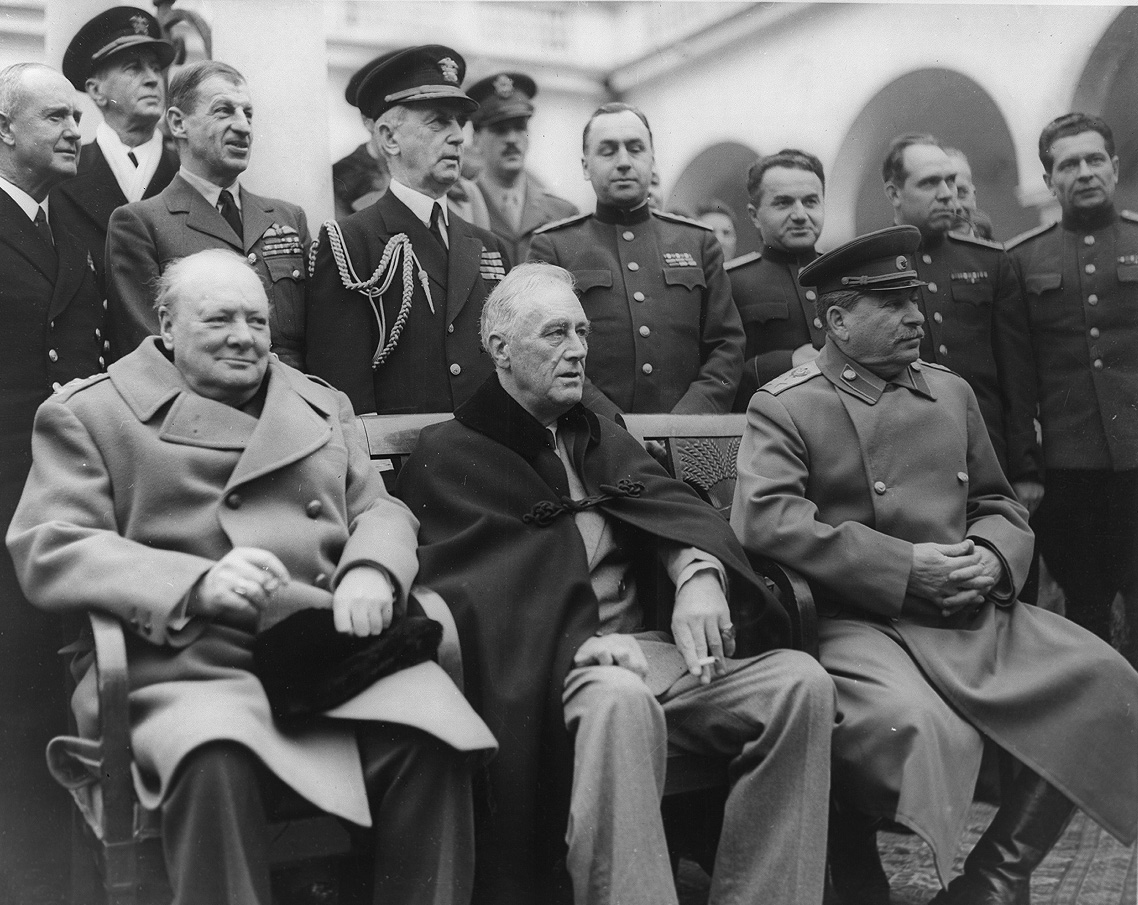
Winston Churchill, Franklin D. Roosevelt et Joseph Staline à la conférence de Yalta (février 1945).

- 8 mai : capitulation du IIIe Reich, mettant fin à la Seconde Guerre mondiale sur le continent européen.
- 2 septembre : fin de la Seconde Guerre mondiale par la signature de l'acte de reddition du Japon.

### 1946
- 5 mars : Winston Churchill prononce le discours de Fulton, l'Europe est coupée en deux par le « rideau de fer »[12] et la sécurité de l'Europe face au bloc communiste repose sur une nouvelle Europe unie.
- 19 septembre : proposition de la création des États-Unis d'Europe par Winston Churchill lors d'un discours à l'Université de Zurich[13].
- 17 décembre : création de l'Union des fédéralistes européens à Paris en France[13].

### 1947
- 14 mai : fondation de l'United Europe Movement, parrainé par Winston Churchill, prônant une coopération intergouvernementale contre le supranationalisme[14].
- 1er juin : création du Conseil français pour l'Europe unie par René Courtin. En même temps sont créées les Nouvelles équipes internationales, d'allégeance démocrate-chrétienne[14].
- 3 juin : naissance du mouvement des États-Unis socialistes d'Europe[14].
- 5 juin : annonce du plan Marshall, pour favoriser le redressement de l'Europe[14].
- du 27 au 31 août : les fédéralistes se réunissent à Montreux, en Suisse[14].
- 13 et 14 décembre : formation d'un comité international de coordination des mouvements pour l'unification de l'Europe par plusieurs organisations unionistes et fédéralistes en faveur de l'unification européenne[14].

### 1948
- 1er janvier : la convention douanière signée par les pays du Benelux entre en vigueur[15].
- 17 mars : signature du traité de Bruxelles d'assistance militaire mutuelle entre la Belgique, la France, le Luxembourg, les Pays-Bas et le Royaume-Uni de Grande-Bretagne et d'Irlande du Nord, qui est une alliance défensive.
- 16 avril : création de l'Organisation européenne de coopération économique (OECE) chargée de distribuer l'aide américaine fournie par le plan Marshall.
- 7 mai : Congrès de la Haye à l'origine de la création du Conseil de l'Europe.
- 25 octobre : fondation de l'Union des fédéralistes européens à Bruxelles.

### 1949
- 28 janvier : élaboration du Conseil de l'Europe par la Belgique, la France, le Luxembourg, les Pays-Bas et le Royaume-Uni, à laquelle participeront également le Danemark, l'Irlande, l'Italie, la Norvège et la Suisse[16].
- 4 avril : signature du traité de l'Atlantique nord à Washington par la Belgique, le Canada, le Danemark, les États-Unis, la France, l'Islande, l'Italie, le Luxembourg, la Norvège, les Pays-Bas, le Portugal et le Royaume-Uni[16].
- 5 mai : signature des statuts du Conseil de l'Europe à Londres[16].
- 3 août : naissance du Conseil de l'Europe[16].
- Fondation du Collège d'Europe, établissement supérieur européen, basé à Bruges.

### 1950

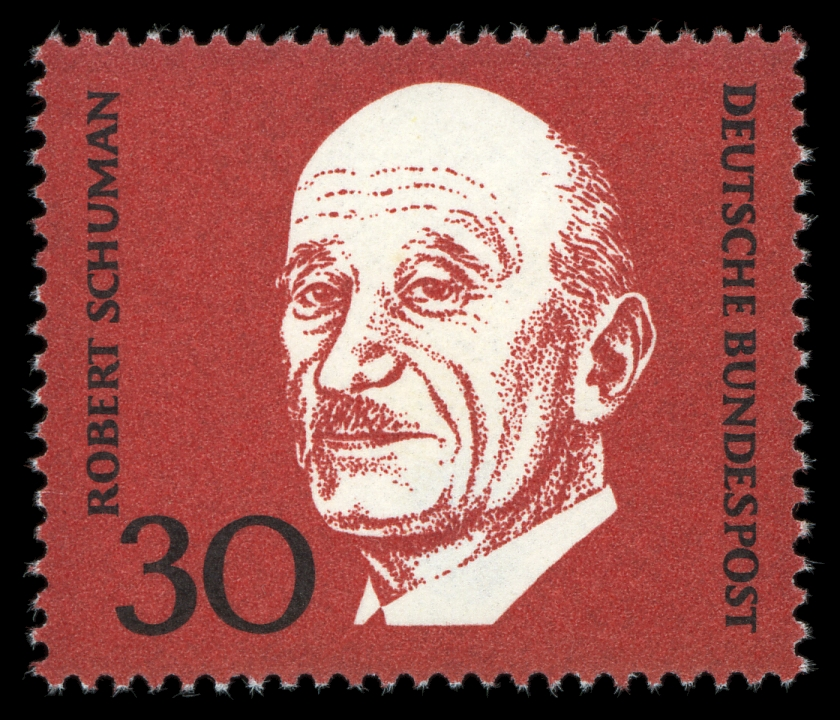
Timbre allemand (1968) représentant Robert Schuman.

- 9 mai : proposition par Robert Schuman de la mise en commun des ressources en charbon et en acier entre la France et la République fédérale d'Allemagne, et tout autre pays désirant y adhérer (Déclaration Schuman)[17].
- 3 juin : la République fédérale d'Allemagne, la Belgique, la France, l'Italie, le Luxembourg et les Pays-Bas approuvent la déclaration Schuman[17].
- 26 juillet : le Général William J. Donovan, chef du bureau des services stratégiques lors de la Seconde Guerre mondiale signe un memorandum qui donne des instructions pour une campagne visant à promouvoir un véritable parlement européen[18].
- du 26 au 28 août : l'Assemblée du Conseil de l'Europe approuve la déclaration Schuman[17].
- 19 septembre : création de l'Union européenne des paiements[17].
- 24 octobre : plan Pleven sur la Communauté européenne de défense.

### 1951

Drapeau de la CECA.

- 15 février : tenue d'une réunion en vue de la création de la Communauté européenne de défense proposée par la France, entre la République fédérale d'Allemagne, la Belgique, la France, l'Italie et le Luxembourg, à laquelle assistent aussi le Canada, le Danemark, les États-Unis, la Norvège, les Pays-Bas et le Royaume-Uni[19].
- 18 avril : signature du traité de Paris par la République fédérale d'Allemagne, la Belgique, la France, l'Italie, le Luxembourg et les Pays-Bas, prévoyant de la Communauté européenne du charbon et de l'acier[19].
- 10 décembre : face au peu d'enthousiasme du Royaume-Uni à l'égard de l'Europe, Paul-Henri Spaak quitte la présidence de l'Assemblée consultative du Conseil de l'Europe en signe de protestation[19].

## De la CECA au marché commun (1952-1956)

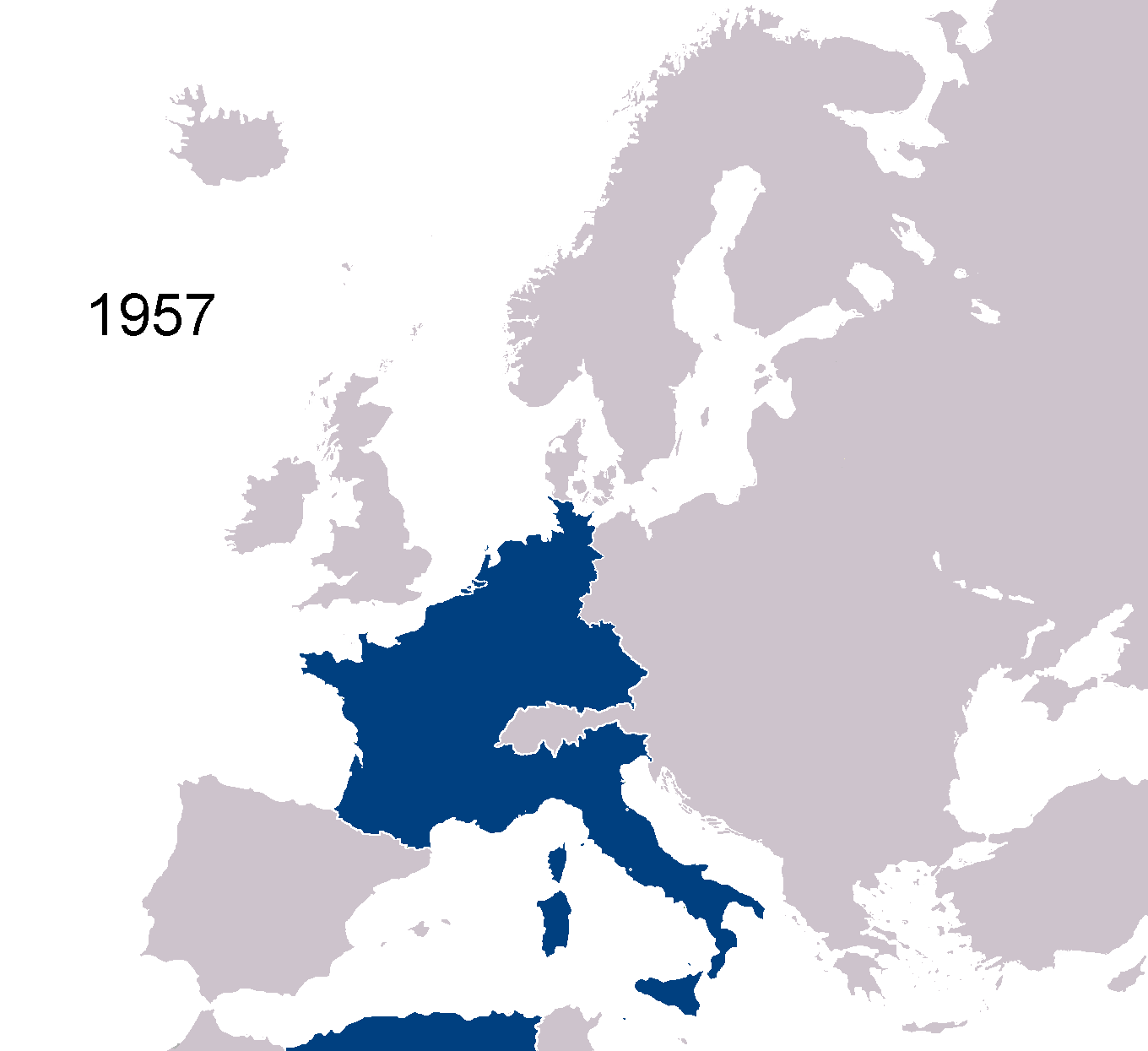
L'Europe des Six (1952).

### 1952

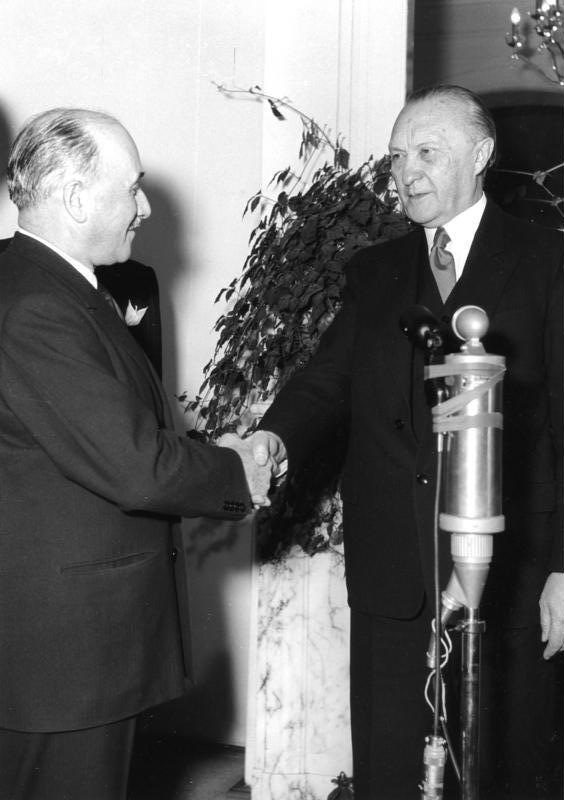
Jean Monnet (gauche) avec Konrad Adenauer en 1953

- 27 mai : signature du traité sur la Communauté européenne de défense par la République fédérale d'Allemagne, la Belgique, la France, l'Italie, le Luxembourg et les Pays-Bas[20].
- 23 juillet : naissance de la Communauté européenne du charbon et de l'acier, dont Jean Monnet devient le premier président de la Haute Autorité.

Membres de la CECA :  Allemagne de l'Ouest,  Belgique,  France,  Italie,  Luxembourg,  Pays-Bas
- 30 juillet : Luxembourg est choisie comme siège administratif temporaire de la Communauté européenne du charbon et de l'acier.
- 10 août : entrée en fonctions de la Haute Autorité, organe de la communauté européenne du charbon et de l'acier.
- Entrée en fonction de la Cour de Justice des Communautés européennes, basée à Luxembourg.

### 1953
- 1er janvier : entrée en vigueur du premier impôt européen, le prélèvement CECA[21].
- 9 mars : Paul-Henri Spaak soumet un projet de traité instituant une Communauté politique européenne au Conseil de la Communauté européenne du charbon et de l'acier, visant à instituer un Comité économique et social, un Conseil des ministres nationaux, un Conseil exécutif européen, une Cour de justice et un Parlement bicaméral.
- 15 mars : institution d'un Marché commun de la ferraille.

### 1954
- 11 mai : Alcide De Gasperi est élu deuxième président du parlement européen.
- 30 août : rejet du projet de Communauté européenne de défense par la France.
- 23 octobre : naissance de l'Union de l'Europe occidentale.

### 1955
- 1er juin : élection de René Mayer au poste de président de la Haute Autorité de la CECA.
- du 1er juin au 3 juin : Conférence de Messine à Messine (Sicile), pour relancer l'Europe après l'échec de la CED.
- 23 octobre : la Sarre est rattachée à la République fédérale d'Allemagne, intégrant la Communauté européenne du charbon et de l'acier.
- 8 décembre : le drapeau bleu avec ses douze étoiles est adopté comme emblème par le Conseil des ministres du Conseil de l'Europe.

### 1956
- 6 mai : Paul-Henri Spaak prône la création de la Communauté économique européenne et de la Communauté européenne de l'énergie atomique (rapport Spaak).
- 26 juin : les négociations en vue de la création de la Communauté économique européenne et de la Communauté européenne de l'énergie atomique commencent à Bruxelles.

## Du marché commun aux Communautés européennes (1957-1966)

### 1957
- 25 mars : signature des Traités de Rome créant la Communauté économique européenne et la Communauté européenne de l'énergie atomique par la République fédérale d'Allemagne, la Belgique, la France, l'Italie, le Luxembourg et les Pays-Bas.

### 1958
- 1er janvier : entrée en vigueur des traités de Rome. Naissance de la Communauté économique européenne et de la Communauté européenne de l'énergie atomique. Ces dernières et la Communauté européenne du charbon et de l'acier disposent d'une Assemblée parlementaire et d'une Cour de justice commune. La Belgique prend en charge la première Présidence du Conseil de l'Union européenne.
- 15 avril : l'allemand, le français, l'italien et le néerlandais sont instituées comme langues officielles des trois Communautés européennes.
- 13 mai : les députés de l'Assemblée parlementaire siégeront dorénavant selon leur affiliation politique plutôt que leur nationalité.
- 1er juillet : première présidence allemande du Conseil de l'Union européenne.
- 29 décembre : mise en vigueur de l'Accord monétaire européen.

### 1959
- 1er janvier : première présidence française du Conseil de l'Union européenne.
- 8 juin : la Grèce

Communauté économique européenne.[pas clair]

### 1960
- 1er janvier : première présidence luxembourgeoise du Conseil de l'Union européenne.
- 4 janvier : la convention instituant l'Association européenne de libre-échange (AELE) est signée à Stockholm par l'Autriche, le Danemark, la Norvège, le Portugal, la Suède, la Suisse et le Royaume-Uni[22].
- 11 janvier : création du Fonds social européen.
- 3 mai : création de l'Association européenne de libre-échange par l'Autriche, le Danemark, la Norvège, le Portugal, la Suède, la Suisse et le Royaume-Uni.
- 1er juillet : première présidence néerlandaise du Conseil de l'Union européenne.
- 14 décembre : l'Organisation de coopération et de développement économiques (OCDE) succède à l'Organisation européenne de coopération économique (OECE).

### 1961
- 1er janvier : deuxième présidence belge du Conseil de l'Union européenne.
- 1er juillet : deuxième présidence allemande du Conseil de l'Union européenne.
- 31 juillet : l'Irlande émet le souhait de joindre les Communautés européennes.
- 9 août : le Danemark émet le souhait de joindre les Communautés européennes.
- 10 août : le Royaume-Uni émet le souhait de joindre les Communautés européennes.
- 12 août : construction du mur de Berlin.
- 3 novembre : le Traité établissant une Union d'États, dit plan Fouchet, est rendu public par la France.

### 1962
- 1er janvier : deuxième présidence française du Conseil de l'Union européenne.
- 30 mars : l'Assemblée parlementaire prend le nom de Parlement européen.
- 30 avril : la Norvège émet le souhait de joindre les Communautés européennes.
- 1er juillet : deuxième présidence italienne du Conseil de l'Union européenne.
- 5 juillet : Retrait de l’ Algérie à la suite de son indépendance et de son refus de rester dans la CEE.
- 30 juillet : lancement de la Politique agricole commune.
- 1er novembre : la Grèce est associée à la Communauté économique européenne.
- 13 novembre : signature de la convention d'association des Antilles néerlandaises avec la Communauté économique européenne.

### 1963
- 1er janvier : deuxième présidence luxembourgeoise du Conseil de l'Union européenne.
- 14 janvier : premier véto du général de Gaulle à l'adhésion britannique.
- 1er juillet : deuxième présidence néerlandaise du Conseil de l'Union européenne.
- 20 juillet : convention de Yaoundé.
- 12 septembre : signature à Ankara de l'accord d'association entre la Turquie et la Communauté économique européenne.

### 1964
- 1er janvier : troisième présidence belge du Conseil de l'Union européenne.
- 1er juin : entrée en vigueur de la convention de Yaoundé entre la Communauté économique européenne et dix-huit États africains.
- 1er juillet : troisième présidence allemande du Conseil de l'Union européenne.
- 1er décembre : la Turquie est associée à la Communauté économique européenne.

### 1965
- 1er janvier : troisième présidence française du Conseil de l'Union européenne.
- 8 avril : signature à Bruxelles du Traité de fusion des exécutifs communautaires.
- 26 juin : le traité de fusion des exécutifs est ratifié par la France.
- 30 juin : le traité de fusion des exécutifs est ratifié par l'Allemagne.
- Juillet : début de la « crise de la chaise vide », la France boycotte les institutions communautaires pendant sept mois.
- 1er juillet : troisième présidence italienne du Conseil de l'Union européenne.

### 1966
- 1er janvier : troisième présidence luxembourgeoise du Conseil de l'Union européenne.
- 28-29 janvier : compromis de Luxembourg.
- 5 avril : le traité de fusion des exécutifs est ratifié par la Belgique.
- 29 avril : le traité de fusion des exécutifs est ratifié par l'Italie.
- 30 juin : le traité de fusion des exécutifs est ratifié par le Luxembourg.
- 1er juillet : troisième présidence néerlandaise du Conseil de l'Union européenne.
- 25 octobre : le traité de fusion des exécutifs est ratifié par les Pays-Bas.

## De la fusion des Communautés au premier élargissement (1967-1969)

### 1967
- 1er janvier : quatrième présidence belge du Conseil de l'Union européenne.
- 1er juillet : quatrième présidence allemande du Conseil de l'Union européenne. Entrée en vigueur du traité de fusion des exécutifs communautaires et création des Communautés européennes par la fusion des institutions de :
  - de la Communauté européenne du charbon et de l'acier,
  - de la Communauté économique européenne,
  - et de la Communauté européenne de l'énergie atomique

en une seule Commission, un seul Conseil des Ministres et une Assemblée parlementaire.
- 11 mai : seconde candidature britannique, irlandaise et danoise à l'adhésion. Second véto du général de Gaulle à l'adhésion britannique le 11 novembre 1967[23].
- 7 septembre : Convention de Naples concernant la coopération des douanes européennes.

### 1968
- 1er janvier : quatrième présidence française du Conseil de l'Union européenne[24].
- 1er février : la deuxième Conférence mondiale sur le commerce et le développement se déroule à New Delhi en Inde[24].
- 12 mars : réélection d'Alain Poher au poste de président du Parlement européen[24].
- 1er juillet : quatrième présidence italienne du Conseil de l'Union européenne. Entrée en vigueur de l'union douanière[24].
- 23 octobre : célébration du dixième anniversaire de la Cour de justice des communautés européennes. De nombreux représentants des institutions communautaires, des gouvernements et des plus hautes instances judiciaires et administratives des États membres assistent à une audience solennelle[24].
- 27 novembre : le Conseil européen, le Parlement européen et la Commission européenne échangent leurs perspectives sur les Communautés européennes. Un débat s'ouvre quant à la nécessaire démocratisation des mécanismes institutionnels des Communautés, le futur d'Euratom et l'établissement d'une étroite coopération monétaire entre les États membres[24].

### 1969
- 1er janvier : quatrième présidence luxembourgeoise du Conseil de l'Union européenne[25].
- 6 et 7 février : le Conseil de l'Union de l'Europe occidentale (UEO) se réunit à Luxembourg[25].
- 1er juillet : quatrième présidence néerlandaise du Conseil de l'Union européenne[25].
- 6 juillet : seconde nomination de Jean Rey à la présidence de la Commission[25].
- 16 juillet : un mémorandum proposant de remplacer les contributions financières des États membres par des ressources propres aux Communautés et d'accroître les pouvoirs budgétaires du Parlement européen est présenté au Conseil par la Commission européenne[25].
- 22 et 23 juillet[25].
- 29 juillet : signature de la deuxième convention de Yaoundé[25].
- 10 août : la Commission européenne, à la demande du Conseil de l'Union européenne, réactualise l'avis qu'elle a rendu sur les demandes d'adhésion du Royaume-Uni, du Danemark, de l'Irlande et de la Norvège[25].
- 1er octobre : la Commission européenne donne un avis supplémentaire sur les demandes d'adhésion du Royaume-Uni, du Danemark, de l'Irlande et de la Norvège[25].
- 15 octobre : la Commission européenne présente au Conseil un projet visant à doter la Communauté des moyens nécessaires afin de mettre en place une politique de développement régional[25].
- 12 novembre : Arrêt Stauder, la Cour de justice des Communautés européennes examine pour la première fois la question de la protection des particuliers[25].
- 1er et 2 décembre : relance de La Haye, les chefs d'État et de gouvernement des pays membres de la CEE se réunissent à La Haye, aux Pays-Bas. Ils se prononcent pour l'ouverture de négociations d'adhésion avec le Danemark, l'Irlande, la Norvège et le Royaume-Uni. Georges Pompidou annonce que la France ne s'oppose plus à l'adhésion britannique[25].
- 11 décembre : le président de la Commission européenne Jean Rey exprime sa satisfaction devant le Parlement européen après les décisions prises lors de la conférence au sommet à La Haye[25].
- 31 décembre : la période de transition pour la mise en œuvre du marché commun prend fin après les douze années prévues par le traité instituant la Communauté économique européenne (CEE)[25].

### 1970
- 1er janvier : cinquième présidence belge du Conseil de l'Union européenne[26].
- 1er juillet : cinquième présidence allemande du Conseil de l'Union européenne.
- 18 décembre : formation du consortium européen Airbus.

### 1971
- 1er janvier : cinquième présidence française du Conseil de l'Union européenne[27].
- 1er juillet : cinquième présidence italienne du Conseil de l'Union européenne.

## Du premier élargissement à l'Union européenne (1973-1991)

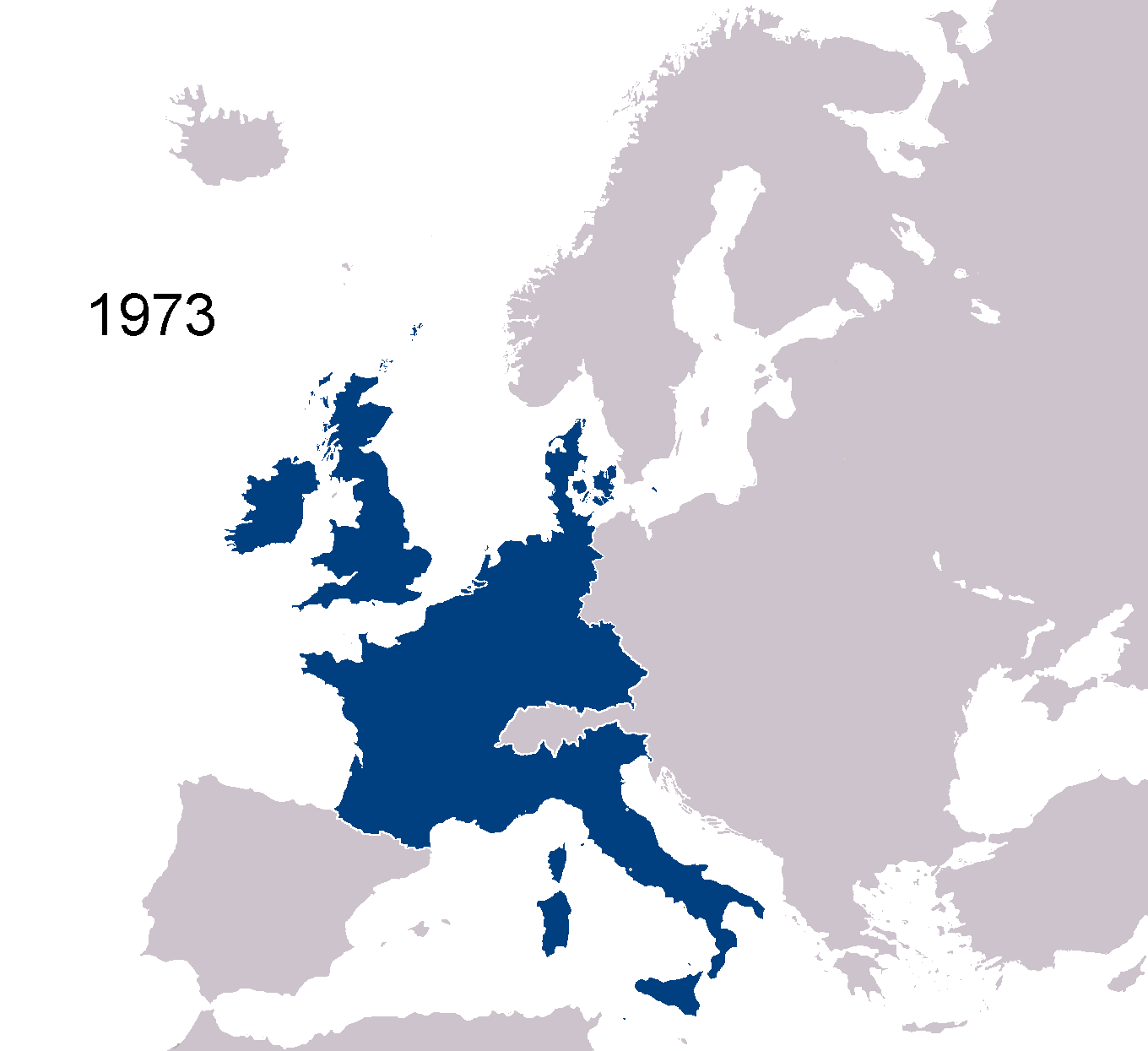
L'Europe des Neuf (1973).
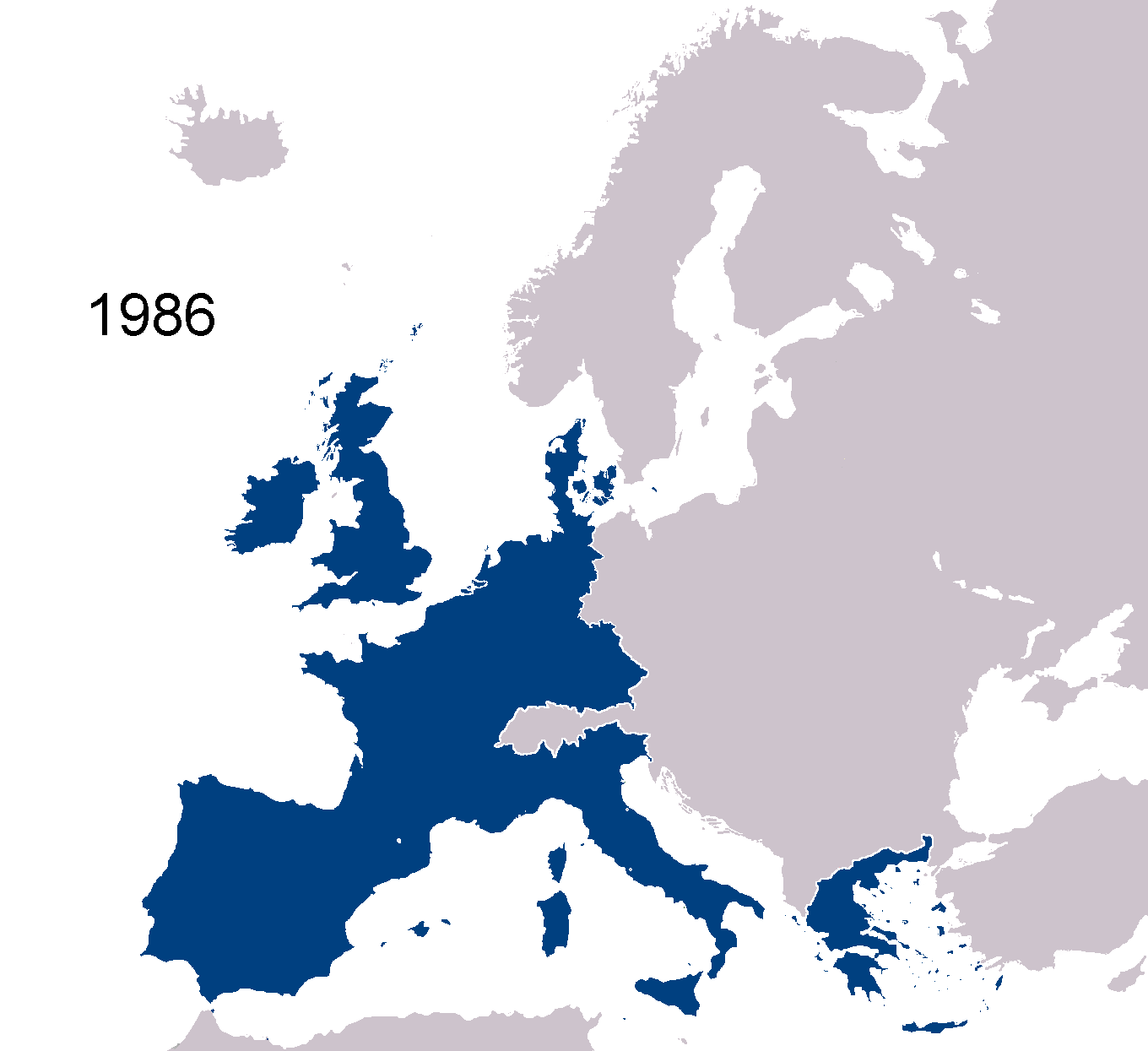
L'Europe des Douze (1986).
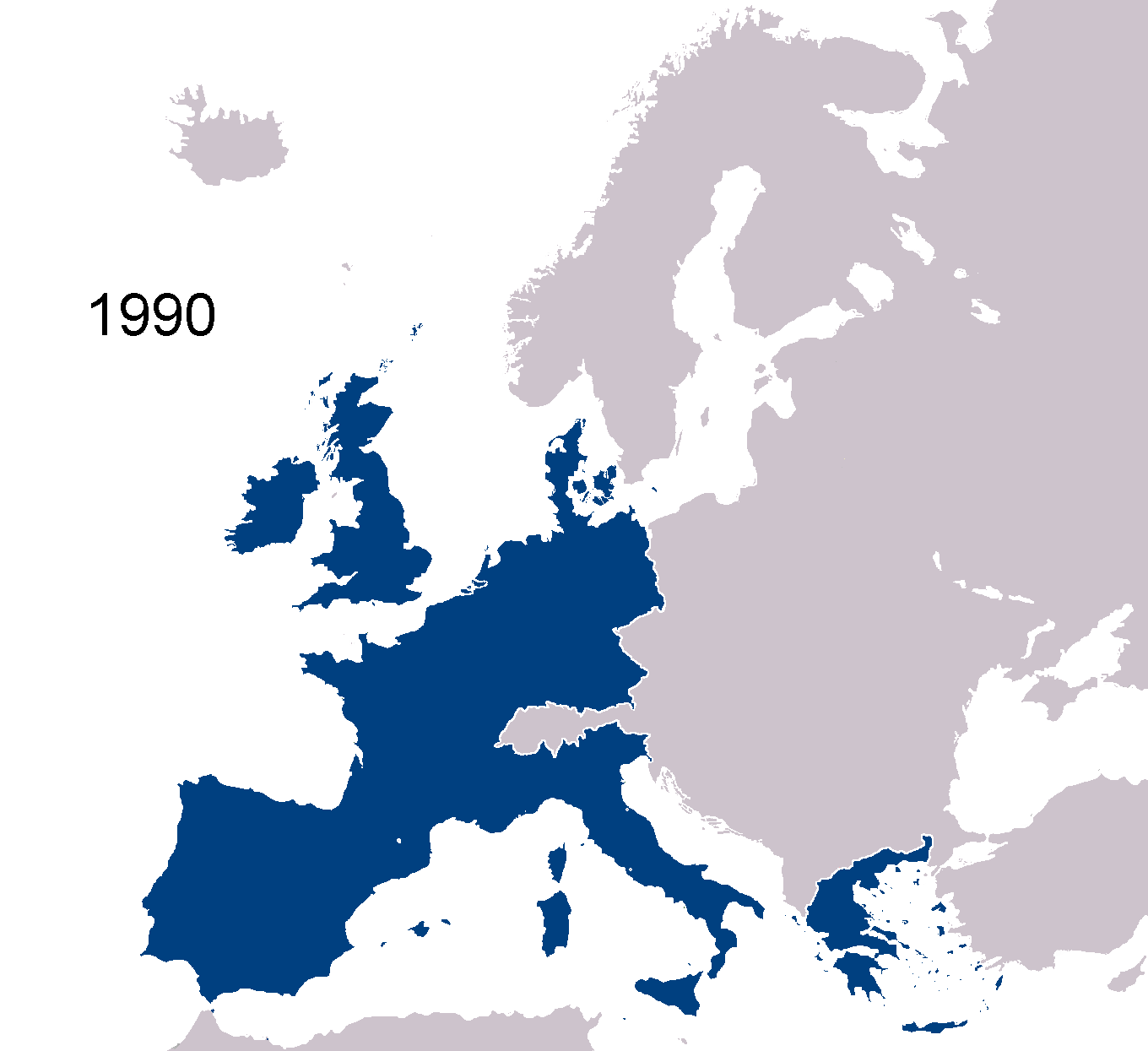
Intégration de l'ex-RDA (1990).
Actuel espace Schengen créé en 1985.

### 1972
- Le Conseil de l'Europe adopte comme hymne le thème musical de l'Ode à la joie de la neuvième symphonie de Beethoven[8].
- 1er janvier : cinquième présidence luxembourgeoise du Conseil de l'Union européenne[28].
- 22 janvier : la Norvège signe son adhésion à la CEE[29].
- 23 janvier : le Royaume-Uni signe son adhésion à la CEE.
- 10 avril : création du Serpent monétaire européen.
- 23 avril : en France, référendum organisé par Georges Pompidou approuvant l'élargissement de la CEE au Danemark, à la Norvège, à l'Irlande et au Royaume-Uni (68,3 % de oui mais avec 40 % d'abstentions).
- 10 mai : Les Irlandais votent en faveur de leur entrée dans la CEE.
- 1er juillet : cinquième présidence néerlandaise du Conseil de l'Union européenne.
- 25 septembre : les électeurs norvégiens se prononcent par référendum contre l'acte d'adhésion de leur pays à la CEE[29].
- 2 octobre : Les Danois votent en faveur de leur entrée dans la CEE.

### 1973
- 1er janvier :
  - Sixième présidence belge du Conseil de l'Union européenne[30].
  - La CEE s'élargit au  Danemark, à l' Irlande et au  Royaume-Uni.
  - Entrée en vigueur des accords de libre-échange entre la CEE et l'Autriche, la Suisse, le Portugal et la Suède[29].
- Mai : les Neuf décident de ne plus soutenir la parité avec le dollar. Le Royaume-Uni, l'Italie et l'Irlande restent en dehors du Serpent monétaire européen.
- 1er juillet : première présidence danoise du Conseil de l'Union européenne.

### 1974
- 1er janvier : sixième présidence allemande du Conseil de l'Union européenne[31].
- 1er avril : crise provoquée par la demande du ministre des affaires étrangères britannique, James Callaghan, d'une renégociation du traité d'adhésion afin d'obtenir des modifications importantes de la PAC, plus d'équités dans les méthodes de financement du budget communautaire et des solutions aux problèmes monétaires.
- 1er juillet : sixième présidence française du Conseil de l'Union européenne.

### 1975
- 1er janvier : première présidence irlandaise du Conseil de l'Union européenne[32].
- 28 février : Convention de Lomé[33]
- 31 mai : L'ESA, l'Agence spatiale européenne, est créée.
- 5 juin : deux ans après son entrée dans la CEE, la population du Royaume-Uni confirme son choix par la voix d'un référendum.
- 1er juillet : sixième présidence italienne du Conseil de l'Union européenne.

### 1976
- 1er janvier : sixième présidence luxembourgeoise du Conseil de l'Union européenne.
- 26 juin : Création de TREVI, une structure ad hoc de coopération policière européenne, lors d'une réunion des ministres de l'Intérieur, au Luxembourg, des différents États de la Communauté européenne[34]
- 1er juillet : sixième présidence néerlandaise du Conseil de l'Union européenne.
- Inauguration à Florence des locaux de l'Institut universitaire européen (créé en 1972).

### 1977
- 1er janvier : première présidence britannique du Conseil européen. La décision des Neuf d'étendre à 200 mille les limites de leur zone de pêche en mer du Nord et dans l'Atlantique entre en vigueur.
- 1er juillet : septième présidence belge du Conseil de l'Union européenne.
- 18 octobre : entrée en fonction de la Cour des Comptes européenne, basée à Luxembourg.

### 1978
- 1er janvier : deuxième présidence danoise du Conseil de l'Union européenne.
- 7 juillet : conseil européen de Brême et première évocation de la nécessité de mettre en place un système monétaire européen[35].
- 1er juillet : septième présidence allemande du Conseil de l'Union européenne.

### 1979
- 1er janvier : septième présidence française du Conseil de l'Union européenne.
- 13 mars : création du Système monétaire européen et de l'European Currency Unit.
- 1er juillet : deuxième présidence irlandaise du Conseil de l'Union européenne.
- 7 au 10 juin : premières élections européennes.
- 30 novembre : sommet européen de Dublin, les négociations sont bloquées par la question de la contribution financière britannique. Margaret Thatcher estime que la part du financement britannique à la PAC doit être abaissée puisque la Grande-Bretagne ne bénéficie que très peu de ces aides. Elle déclare à un journaliste du Guardian : « I want my money back. ».
- 24 décembre : premier lancement de la fusée européenne Ariane par l'Agence spatiale européenne à Kourou en Guyane.

### 1980
- 1er janvier : septième présidence italienne du Conseil de l'Union européenne.
- 26 mars : la Société Arianespace est créée.
- 1er juillet : septième présidence luxembourgeoise du Conseil de l'Union européenne.
- 1er octobre : entrée en vigueur d'un accord de coopération CEE-ANASE (Association des nations d'Asie du Sud-Est) signé en mars de la même année[36].

### 1981
- 1er janvier :
  - Septième présidence néerlandaise du Conseil de l'Union européenne.
  - Adhésion de la  Grèce, dixième membre de la Communauté économique européenne.
  - Présidence néerlandaise du Conseil européen.
- 20 janvier : la nouvelle Commission européenne entre en fonction sous la présidence de Gaston Thorn.
- 12 mars : adoption par le Parlement européen de son nouveau règlement en vue d'améliorer son fonctionnement interne ainsi que la prise en compte de ses avis et amendements.
- 18 mars : adhésion du Vanuatu, 61e pays ACP, à la deuxième convention de Lomé.
- 23 et 24 mars : Conseil européen de Maastricht, essentiellement sur les questions de perspectives économiques et sociales.
- 30 mars : la Cour de justice européenne comptera désormais 11 juges et 5 avocats généraux à la suite d'une décision du Conseil européen.
- 23 juin : la CEE et l'Inde signent un accord de coopération économique et commerciale.
- 29 et 30 juin : Conseil européen de Luxembourg, essentiellement sur les questions de perspectives économiques et sociales et de relations entre la CEE, les États-Unis et le Japon.
- 1er juillet : deuxième présidence britannique du Conseil européen.
- 18 octobre : élections législatives au Parlement européen en Grèce. Pierre Lelong est élu président de la Cour des comptes européenne.
- 7 novembre : présentation du plan Genscher-Colombo, projet d'« acte européen » visant à améliorer les mécanismes institutionnels, par la France et la République fédérale d'Allemagne.
- 26 et 27 novembre : Conseil européen de Londres, essentiellement sur les communications de la Commission.

### 1982
- 1er janvier : huitième présidence belge du Conseil de l'Union européenne.
- 19 janvier : Pieter Dankert élu président du Parlement européen.
- 23 février : le  Groenland, territoire autonome administré par le Danemark (membre de la CEE depuis 1973), choisit par référendum de se retirer de la CEE
- 5 mars : adhésion du Belize, 62e pays ACP, à la deuxième convention de Lomé.
- 25 mars : vingt-cinquième anniversaire de la signature des Traités de Rome.
- 29 et 30 mars : Conseil européen de Bruxelles.
- 30 mai : l'Espagne rejoint l'OTAN qui compte désormais seize membres.
- 28 et 29 juin : Conseil européen de Bruxelles.
- 1er juillet : troisième présidence danoise du Conseil de l'Union européenne.
- 30 juillet : adhésion d'Antigua-et-Barbuda, 63e pays ACP, à la deuxième convention de Lomé.
- 15 septembre : commémoration au Parlement du 30e anniversaire de la première session de l'Assemblée de la Communauté européenne pour le Charbon et l'Acier (CECA).
- 1er octobre : l'accord-cadre de coopération entre la CEE et le Brésil entre en vigueur.
- 3 - 4 décembre : Conseil européen de Copenhague, annonce de quelques objectifs prioritaires dans le domaine économique, confirmation de l'engagement politique en faveur de l'élargissement.

### 1983
- Mise en place de la politique commune de la pêche.
- 1er janvier : huitième présidence allemande du Conseil de l'Union européenne[37].
- 7 février : un livre vert sur le financement futur de la Communauté économique européenne est transmis au Conseil européen par la Commission européenne[37].
- 10 février : le recours du gouvernement luxembourgeois visant à annuler une résolution du Parlement européen sur ses lieux de travail est rejeté par la Cour de justice européenne[37].
- 21 et 22 mars : les priorités dans le domaine économique et social et l'engagement politique en faveur de l'élargissement définies au cours du Conseil européen de Copenhague de 1982 sont confirmés par le Conseil européen de Bruxelles[37].
- 1er juillet : première présidence grecque du Conseil européen[37].

### 1984
- 1er janvier : huitième présidence française du Conseil de l'Union européenne[38].
- 13 mars : signature du traité sur le Groenland, qui quitte les Communautés et devient un territoire d'outre-mer.
- 25- 26 juin : fin de la crise budgétaire. Margaret Thatcher obtient que le Royaume-Uni réduise de plus de la moitié sa participation au budget européen.
- 1er juillet : troisième présidence irlandaise du Conseil de l'Union européenne.

### 1985
- Le thème musical de l'Ode à la joie, dernier mouvement de la neuvième symphonie de Beethoven, est choisi comme hymne officiel de l'Union[8].
- 1er janvier :
  - Les premiers passeports européens sont mis en circulation.
  - huitième présidence italienne du Conseil de l'Union européenne[39].
  - lancement du programme de capitale européenne de la culture à Athènes
- 14 juin : signature des acquis de Schengen et présentation du Livre blanc de Jacques Delors proposant 310 mesures pour terminer la création du marché unique et relancer la croissance.
- 1er juillet : huitième présidence luxembourgeoise du Conseil de l'Union européenne.

### 1986
- 1er janvier :
  - Huitième présidence néerlandaise du Conseil de l'Union européenne[40].
  - L' Espagne et le  Portugal font leur entrée dans la CEE.
- 17 février : neuf des douze États membres (Tous sauf l'Italie, le Danemark et la Grèce)[41] signent l'Acte unique européen (AUE) qui modifie le traité de Rome de 1957 instituant la CEE, élargit les compétences de la CEE à la recherche et développement, à l'environnement, et à la politique étrangère commune, et ouvre la voie à la réalisation du marché unique.
- 28 février : le Danemark, l'Italie et la Grèce rejoignent les signataires de l'Acte unique européen.
- 26 mai : l'Union européenne adopte le drapeau du Conseil de l'Europe comme emblème.
- 1er juillet : troisième présidence britannique du Conseil européen.

### 1987
- Candidature du Maroc à l'entrée dans l'Union européenne (refusée en 1992).
- 1er janvier : neuvième présidence belge du Conseil de l'Union européenne[42].
- 14 avril : la Turquie fait un dépôt formel de candidature à la CEE.
- 15 juin lancement du programme Erasmus.
- 18 juin : le Parlement européen publie la « Résolution sur une solution politique de la question arménienne (18 juin 1987) » dans laquelle il conditionne l'intégration de la Turquie à la CEE à la reconnaissance du génocide arménien et au respect des minorités - notamment arméniennes - du pays.
- 1er juillet : quatrième présidence danoise du Conseil de l'Union européenne. Entrée en vigueur de l'Acte unique européen.

### 1988
- 1er janvier : neuvième présidence allemande du Conseil de l'Union européenne[43].
- 27 et 28 juin : Conseil européen de Hanovre.
- 1er juillet : deuxième présidence grecque du Conseil européen.
- 9 novembre : un siècle après la naissance de Jean Monnet, le président de la République française François Mitterrand fait transférer ses cendres au Panthéon de Paris[44].

### 1989

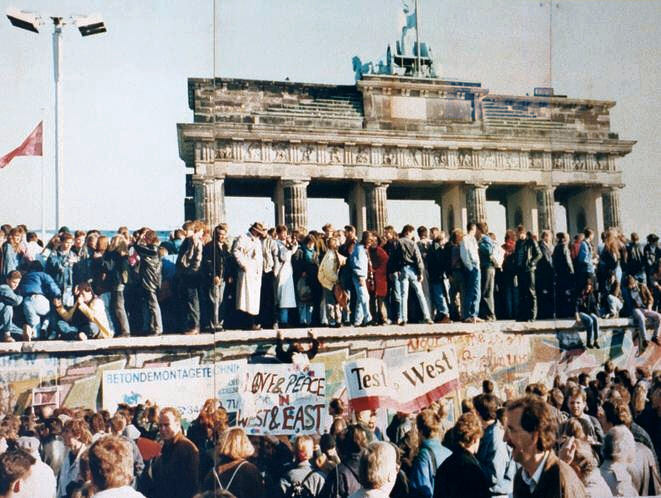
La chute du mur de Berlin permet la réunification de l'Allemagne. La fin du rideau de fer ouvre la possibilité d'adhésion aux pays d'Europe de l'Est.

- 1er janvier : première présidence espagnole du Conseil de l'Union européenne[45].
- 1er juillet : neuvième présidence française du Conseil de l'Union européenne.
- 9 et 10 novembre : chute du mur de Berlin.
- 18 décembre : création du programme d'aide à la reconstruction économique en faveur de la République de Hongrie et de la République populaire de Pologne (PHARE)[46]. La Commission européenne rend un avis négatif provisoire sur l'ouverture des négociations d'adhésion avec la Turquie.

### 1990
- 1er janvier : quatrième présidence irlandaise du Conseil de l'Union européenne[47].
- 28 avril : accord de principe sur l'Union politique lors du premier Conseil européen de Dublin.
- 29 mai : création de la Banque européenne pour la reconstruction et le développement.
- 15 juin : Convention de Dublin annonce la mise en place d'une politique commune concernant le droit d'asile.
- 19 juin : ratification de la convention d'application de l'accord de Schengen par l'Allemagne, le Benelux et la France.
- 25 et 26 juin : décision de lancer les conférences intergouvernementales relatives à l'Union économique et monétaire et à l'Union politique lors du second Conseil européen de Dublin.
- 1er juillet : neuvième présidence italienne du Conseil de l'Union européenne.
- 4 juillet : Chypre fait un dépôt formel de demande d'adhésion à la CEE[29].
- 3 octobre : réunification des deux Allemagnes (RFA et RDA). De ce fait, la RDA (République démocratique allemande) intègre l'Europe des Douze.
- 14 décembre et 15 décembre : conseil européen de Rome ; il prépare le sommet de Maastricht.
- 27 novembre : ratification de la convention d'application de l'accord de Schengen par l'Italie.

### 1991
- 1er janvier : neuvième présidence luxembourgeoise du Conseil de l'Union européenne.
- 25 juin : ratification de la convention d'application de l'accord de Schengen par l'Espagne et le Portugal.
- 1er juillet : neuvième présidence néerlandaise du Conseil de l'Union européenne.
- 9 et 10 décembre : sommet de Maastricht.
- 16 décembre : la CEE signe des accords de coopération avec la Pologne, la Tchécoslovaquie et la Hongrie[29].
- 26 décembre : dissolution de l'URSS.

## L'Union européenne (1992-2003)

L'Europe des Quinze (1995).
Zone euro créée en 1999.

### 1992
- Refus de la candidature du Maroc (déposée en 1987)
- 1er janvier : première présidence portugaise du Conseil de l'Union européenne.
- 3 février : le Conseil européen adopte une série de mesures afin d'aider la Croatie, la Slovénie, les républiques yougoslaves de Bosnie-Herzégovine et du Monténégro et l'ancienne république yougoslave de Macédoine.
- 7 février : le traité sur l'Union européenne (ou traité de Maastricht) crée l'Union européenne qui remplace la CEE, institue les trois piliers de l'Union européenne et prévoit l'union économique et monétaire, avec une monnaie unique européenne qui sera appelée ultérieurement l'euro.
- 11 mars : le Conseil constitutionnel est saisi par le Président de la République française François Mitterrand au sujet de la ratification par la France du traité sur l'Union européenne[48].
- 9 avril : le Conseil constitutionnel rend sa décision quant à l'autorisation de ratification par la France du traité sur l'Union européenne demandé le 11 mars par le Président de la République française François Mitterrand : « L'autorisation de ratifier en vertu d'une loi le traité sur l'Union européenne ne peut intervenir qu'après révision de la Constitution[48].
- 2 mai : La signature de l'accord d'association sur l'Espace économique européen (EEE) entre l'Association européenne de libre-échange (AELE) et les Communautés européennes[49]
- 21 mai : le président de la République française François Mitterrand et le chancelier allemand Helmut Kohl créent l'Eurocorps.
- 30 mai : premières diffusions d'Arte, la chaîne de télévision culturelle européenne, par câble et par satellite simultanément en Allemagne et en France.
- 23 juin : le Parlement français réuni en congrès modifie la Constitution française, en adjoignant un titre XV « Des communautés européennes et de l'Union européenne » dans l'article 88.
- 1er juillet : quatrième présidence britannique du Conseil européen[50].
- 2 juillet : le Parlement luxembourgeois ratifie le traité de Maastricht sur la création de l'Union européenne[50].
- du 6 au 8 juillet : le président de la Commission européenne Jacques Delors participe au 18e sommet du G7 qui se tient à Munich[50].
- 9 et 10 juillet : sommet de la Conférence sur la Sécurité et la Coopération en Europe qui se réunit à Helsinki[50].
- 1er août : le Parlement grec ratifie le Traité de Maastricht sur la création de l'Union européenne[50].
- 14 août : le Conseil constitutionnel est saisi par un groupe de sénateurs pour qu'il se prononce « sur la conformité du traité de Maastricht » à la Constitution française[51].
- 2 septembre : le Conseil constitutionnel rend sa décision sur la conformité du traité sur l'Union européenne avec la Constitution française demandée le 14 août : « Le traité sur l'Union européenne, signé le 7 février 1992 à Maastricht, n'est pas contraire à la Constitution[51]. »
- 13 septembre : dévaluation de 3,5 % de la lire italienne, les autres monnaies du Système monétaire européen sont réévaluées de 3,5 %[50].
- 17 septembre : le Royaume-Uni et l'Italie suspendent leur participation au Système monétaire européen. Dévaluation de 5 % de la peseta[50].
- 20 septembre : le peuple français autorise par référendum la ratification du traité de Maastricht. Avec une participation de 69,69 %, le oui l'a emporté avec 51,04 % des voix[50]. Le Conseil constitutionnel est saisi par un groupe de députés pour qu'il se prononce sur la conformité de la Constitution française avec le traité sur l'Union européenne[52].
- 22 septembre : l'Autriche adopte le traité sur l'Espace économique européen[50].
- 23 septembre : le Conseil constitutionnel rend sa décision sur la conformité de la loi autorisant la ratification du traité sur l'Union européenne adopté par voie de référendum : « Le Conseil constitutionnel n'a pas compétence pour se prononcer sur la demande susvisée[52].»
- 28 septembre : le Liechtenstein dépose sa candidature d'adhésion à l'Union européenne. Arte accède au cinquième réseau hertzien français[50].
- 29 septembre : fin du projet de navette spatiale Hermès, l'Allemagne juge son coût excessif[50].
- 16 octobre : Conseil européen extraordinaire de Birmingham, les Douze confirme l'importance du traité de Maastricht et adopte une déclaration intitulée « Une Communauté proche de ses citoyens » dans le but d'éclaircir et de rapprocher l'Union européenne de ses habitants. La Norvège adopte le traité sur l'Espace économique européen[50].
- 26 octobre : l'Italie ratifie le traité de Maastricht sur la création de l'Union européenne.
- 27 octobre : la Finlande adopte le traité sur l'Espace économique européen. Première grève européenne lancée par les cheminots des États membres, de l'Autriche et de la Suisse afin de défendre le service public[50].
- 29 octobre : le Parlement grec ratifie le traité de Maastricht sur la création de l'Union européenne.
- 4 novembre : le Parlement belge ratifie le traité de Maastricht sur la création de l'Union européenne[50].
- 5 novembre : la Chambre des Communes britannique adopte la motion au sujet du traité de Maastricht sur la création de l'Union européenne, la ratification est ajournée jusqu'au second référendum danois[50].
- 6 novembre : la Grèce ratifie de la convention d'application de l'accord de Schengen.
- 19 novembre : l'antépénultième négociation internationale de l'Uruguay Round dans le cadre du GATT aboutit au « compromis de Washington » entre les représentants de la Commission européenne et le gouvernement américain sur la réduction des exportations subventionnées par la PAC[50].
- 20 novembre : la France menace d'utiliser son veto au « compromis de Washington » en invoquant le « compromis de Luxembourg[50]. »
- 25 novembre : la Norvège dépose sa candidature d'adhésion à la Communauté économique européenne[50].
- 6 décembre : le peuple suisse et les cantons refusent l'adhésion à l'Espace économique européen (EEE) lors d'un référendum. Avec une participation de 78,73 %, le projet est refusé avec 50,3 % de « non »[50] et 14 cantons et 4 demi-cantons.
- 10 décembre : le Parlement portugais ratifie le traité de Maastricht sur la création de l'Union européenne. La couronne norvégienne quitte le Système monétaire européen[50].
- 11 et 12 décembre : Conseil européen d’Édimbourg, le Danemark obtient un allégement du traité de Maastricht afin qu'il procède à un second référendum, le paquet Delors II est approuvé et l'ouverture des négociations d'adhésion avec l'Autriche, la Suède et la Finlande à partir du 1er janvier est acceptée[50],.
- 13 décembre : le Liechtenstein adopte le traité sur l'Espace économique européen[50].
- 15 décembre : le Parlement néerlandais ratifie le traité de Maastricht sur la création de l'Union européenne[50].
- 18 décembre : le Parlement allemand ratifie le traité de Maastricht sur la création de l'Union européenne[50].

### 1993
- 1er janvier : cinquième présidence danoise du Conseil de l'Union européenne. Le Marché unique européen entre en vigueur, les activités bancaires, les capitaux, les marchandises et les services circulent librement au sein de l'Union européenne[53].
- 12 janvier : l'Islande adopte le traité sur l'Espace économique européen[50].
- 21 et 22 juin : prise d'une décision de principe lors du Conseil européen de Copenhague concernant l'entrée dans l'UE de dix pays d'Europe centrale et orientale (PECO). Désormais l'adhésion requiert des pays la souhaitant l'existence d'institutions démocratiques stables, la primauté du droit, le respect des droits de l'homme et des minorités, la présence d'une économie de marché viable et la capacité à reprendre l'acquis communautaire[54].
- 1er juillet : dixième présidence belge du Conseil de l'Union européenne.
- 1er novembre : Traité de Maastricht. La Communauté économique européenne est renommée Communauté européenne et devient le premier pilier de l'Union européenne (UE).

### 1994
- 1er janvier : troisième présidence grecque du Conseil européen. L'Agence européenne pour l'environnement entre en fonction, à Copenhague.
- 31 mars : la Hongrie dépose officiellement sa candidature à l'adhésion[29].
- 5 avril : la Pologne dépose officiellement sa candidature à l'adhésion[29].
- 1er juin : Ouverture du Tunnel sous la Manche entre la France et l'Angleterre
- 12 juin : les autrichiens montrent leur volonté d'adhérer à l'UE, par référendum.
- 24 juin : signature du Traité de Corfou : quatrième élargissement de l'Union européenne.
- 25 juin : la Norvège signe l'acte d'adhésion à l'Union européenne[29].
- 1er juillet : dixième présidence allemande du Conseil de l'Union européenne.
- 16 octobre : les finlandais montrent leur volonté d'adhérer à l'UE, par référendum.
- 13 novembre : les suédois montrent leur volonté d'adhérer à l'UE, par référendum.
- 28 novembre : les électeurs norvégiens se prononcent à nouveau par référendum contre l'adhésion à l'UE[29].
- 9 et 10 décembre : lors du Conseil européen d'Essen, les Douze mettent en œuvre une stratégie de pré-adhésion en faveur des États liés à l'Union européenne par un accord européen (les pays d'Europe centrale et orientale) à l'intégration progressive de l'acquis communautaire dans leur droit national[55].

### 1995
- 1er janvier :
  - Dixième présidence française du Conseil de l'Union européenne[56].
  - L' Autriche, la  Suède et la  Finlande entrent dans l'Union européenne. On parle alors d'« Europe des Quinze ».
  - Création de l'Agence européenne des médicaments.
- 17 janvier : « Résolution relative à l'interception légale des télécommunications »[57], qui n'est publiée que le 4 novembre 1996 au Journal officiel des Communautés européennes et doit mettre en œuvre un espace ENFOPOL[57].
- 6 mars : la Turquie signe avec l'UE un accord d'union douanière, poursuivant le processus d'intégration économique prévu par l'accord d'Ankara.
- 28 avril : ratification de la convention d'application de l'accord de Schengen par l'Autriche.
- 22 juin : la Roumanie dépose officiellement sa candidature à l'adhésion[29].
- 27 juin : la Slovaquie dépose officiellement sa candidature à l'adhésion[29].
- 1er juillet : deuxième présidence espagnole du Conseil de l'Union européenne.
- 13 octobre : la Lettonie dépose officiellement sa candidature à l'adhésion[29].
- 24 novembre : l'Estonie dépose officiellement sa candidature à l'adhésion[29].
- 8 décembre : la Lituanie dépose officiellement sa candidature à l'adhésion[29].
- 13 décembre : la Bulgarie dépose officiellement sa candidature à l'adhésion[29].
- 16 et 17 décembre : confirmation et précision des orientations fixées au Conseil européen de Copenhague par le Conseil européen de Madrid[29]. La monnaie unique sera appelée Euro.

### 1996
- 1er janvier : dixième présidence italienne du Conseil de l'Union européenne[58].
- 17 janvier : la République tchèque dépose officiellement sa candidature à l'adhésion[29],[58].
- 29 mars : début de la Conférence intergouvernementale (CIG) chargée de la révision du traité sur l'Union européenne[29].
- Juin : la Slovénie dépose officiellement sa candidature à l'adhésion[29].
- 21 juin et 22 juin : le calendrier des négociations est précisé au cours du Conseil européen de Florence[29].
- 1er juillet : cinquième présidence irlandaise du Conseil de l'Union européenne.
- 19 décembre : ratification de la convention d'application de l'accord de Schengen par le Danemark, la Finlande, la Suède, la Norvège et l'Islande.

### 1997
- 1er janvier : dixième présidence néerlandaise du Conseil de l'Union européenne[59].
- 16 juin : la Conférence intergouvernementale (CIG) s'achève avec le Conseil européen d'Amsterdam[29].
- 1er juillet : dixième présidence luxembourgeoise du Conseil de l'Union européenne. Mise en application de l'accord de Schengen par l'Italie.
- 2 octobre : signature du Traité d'Amsterdam reprenant les acquis de Schengen réaffirme l'ouverture des frontières des 15 pays européens et le renforcement des pouvoirs du Parlement européen.
- 30 octobre : le gouvernement britannique annonce qu'il ne participera pas à l'euro.
- 1er décembre : mise en application de la convention de Schengen par l'Autriche et la Grèce.
- 2 au 18 décembre : 2de Convention de Naples concernant la coopération des douanes européennes.

### 1998

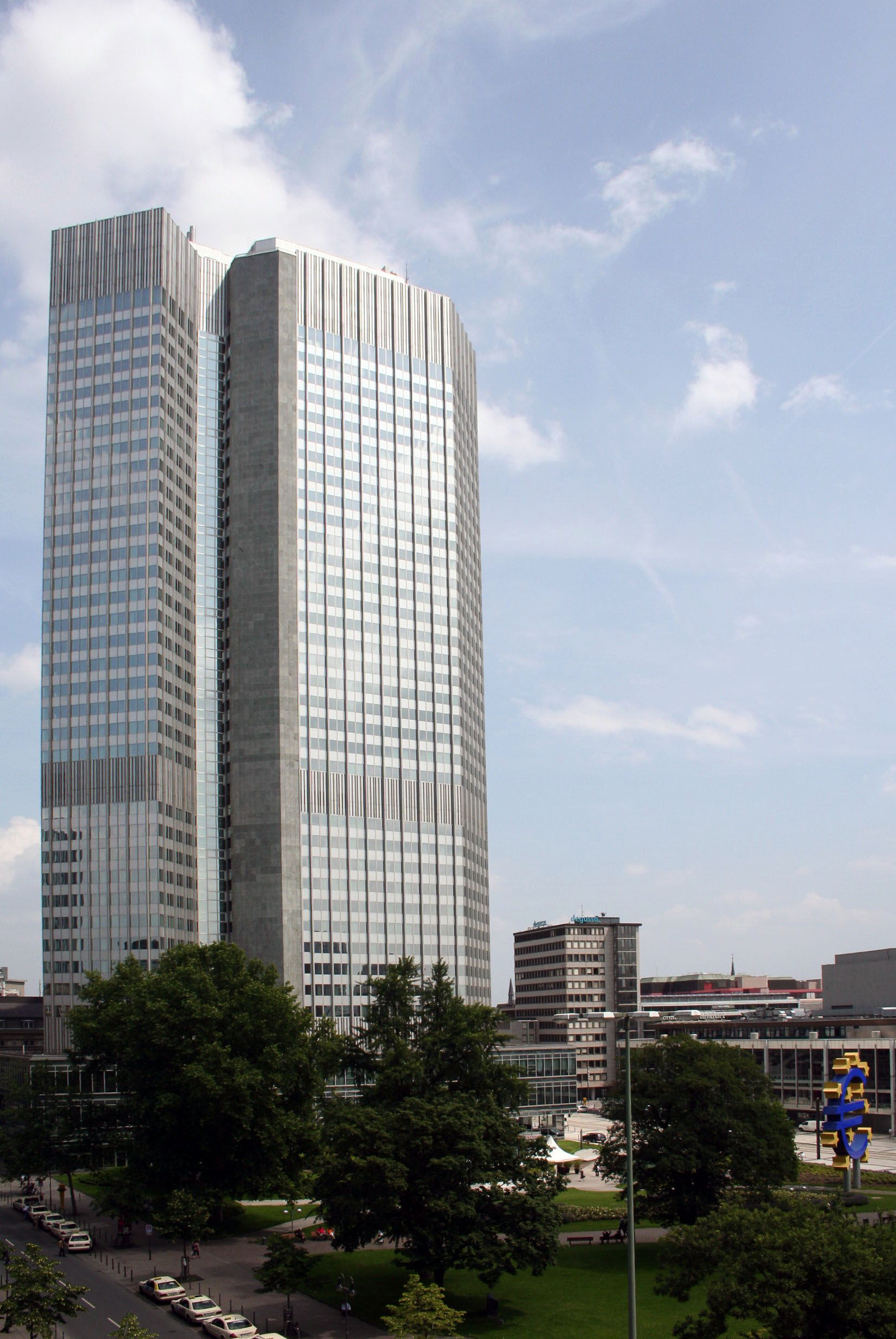
Siège provisoire de la Banque centrale européenne, l'Eurotower à Francfort-sur-le-Main.

- 1er janvier : cinquième présidence britannique du Conseil européen[60].
- 1er juin : création de la Banque centrale européenne (BCE), basée à Francfort.
- Date indéterminée en 1998 : seconde réforme de la PAC.
- 15 et 16 juin : début des négociations de l'Union de l'Est.
- 12 mars : le Conseil européen à Londres, établit la liste des pays éligibles à l'euro. Onze pays ont été retenus : Allemagne, Autriche, Belgique, Espagne, France, Finlande, Irlande, Pays-Bas, Italie, Luxembourg et le Portugal. À la traîne : la Grèce, tellement loin des critères exigés qu'elle est, de fait, hors course. Le Royaume-Uni qui s'y est refusée et s'est donc placée, elle-même, hors-jeu. Tout comme le Danemark et la Suède, qui ont choisi de ne pas rejoindre l'euro dès son lancement, en 1999.
- 30 mars : Conseil européen du Luxembourg, début des négociations avec « la première vague » des pays candidats à l'élargissement de l'Union européenne (Chypre, Estonie, Hongrie, Pologne, République tchèque et Slovénie).
- 1er juillet : première présidence autrichienne du Conseil de l'Union européenne.
- 4 décembre : sommet de Saint-Malo, le Royaume-Uni et la France posent les bases d'une défense européenne autonome.

### 1999
- 1er janvier : onzième présidence allemande du Conseil de l'Union européenne[61]. Création de la zone euro. L'euro devient la monnaie unique de 11 pays (Allemagne, Autriche, Belgique, Espagne, France, Finlande, Irlande, Pays-Bas, Italie, Luxembourg et le Portugal) mais n'est mis en circulation qu'à partir du 1er janvier 2002.
- 12 mars : Pologne, Hongrie et République Tchèque sont les premiers pays de l'Est à entrer dans l'OTAN.
- 26 mars : Conseil européen de Berlin, conclusion d'un accord politique sur l'Agenda 2000 le 26 mars[62].
- 3 et 4 juin : Conseil européen de Cologne, une conférence intergouvernementale doit se réunir début 2000 afin de résoudre les questions institutionnelles qui n'ont pas été réglées lors du Conseil européen d'Amsterdam[29].
- 21 juin : les ministres des gouvernements des États membres décident de créer au cours du Conseil de l'Union européenne un processus de stabilisation et d'association en faveur de l'Albanie, de la Bosnie-Herzégovine, de la Croatie, la Macédoine et de la Yougoslavie afin de servir de cadre aux relations entre l'Union et ces pays en vue d'une éventuelle future adhésion de ces derniers[29].
- 1er juillet : première présidence finlandaise du Conseil de l'Union européenne. Création d'Europol, Agence de police européenne, basée à La Haye.
- 10 et 11 décembre : Conseil européen d'Helsinki, ouverture des négociations d'adhésion avec la Bulgarie, la Lettonie, la Lituanie, la Roumanie, la Slovaquie et Malte prévue à partir de février 2000 ; reconnaissance du statut de pays candidat à l'adhésion à part entière pour la Turquie, ayant à terme vocation devenir membre de l'Union européenne, sans que les négociations débutent avec cet État ; le principe de différenciation est déterminé, les négociations progressent désormais avec chaque pays candidats selon les progrès réalisés par celui-ci. Une stratégie renforcée de pré-adhésion est mise en place avec trois instruments financiers d'assistance communautaire : le Programme d'aide communautaire aux pays d'Europe centrale et orientale (PHARE), l'Instrument structurel de Pré-Adhésion (ISPA) et l'Instrument agricole de préadhésion (SAPARD)[29].

### 2000
- 1er janvier : deuxième présidence portugaise du Conseil de l'Union européenne[63].
- 14 février : début d'une Conférence intergouvernementale pour la réforme des institutions en vue de l'élargissement qui prend fin avec le Conseil européen de Nice[29].
- 15 février : Conseil européen d'Helsinki, début des négociations avec la « deuxième vague » des pays candidats à l'entrée dans l'Union (la Bulgarie, la Lettonie, la Lituanie, la Roumanie, la Slovaquie et Malte)[29].
- 23 et 24 mars : Conseil européen de Lisbonne ; ce conseil définit la stratégie de Lisbonne, qui vise à mettre en œuvre en Europe, pour 2010, « l'économie de la connaissance la plus compétitive et la plus dynamique du monde. » Création de la Banque européenne d'investissement.
- 26 mars : suppression totale en Grèce des contrôles des personnes aux frontières aériennes et maritimes intérieures à l'Union européenne conformément à la convention de Schengen.
- 4 mai : la devise de l'Union européenne In varietate concordia est proclamée devise officielle par le Parlement européen.
- 1er juillet : onzième présidence française du Conseil de l'Union européenne.
- 16 novembre : la Suisse fait savoir qu'elle ne décidera de l'ouverture des négociations d'adhésion qu'entre 2003 et 2007[29].
- 7 et 10 décembre : Conseil européen de Nice, réduction au minimum des modalités de changement institutionnel dans l'Union européenne nécessaire par la perspective de l'élargissement. Il détermine une « feuille de route » menant à l'achèvement des négociations d'adhésion en juillet 2002[29]. A cette occasion, la Charte des Droits fondamentaux est adoptée de façon contraignante.

### 2001
- 1er janvier : première présidence suédoise du Conseil de l'Union européenne[64]. La Grèce adopte l'euro comme monnaie unique. La zone euro comprend désormais 12 membres.
- 26 février : signature du traité de Nice, il fixe les principes et les méthodes d'évolution du système institutionnel au fur et à mesure que l'Europe s'élargira. Il entre en vigueur le 1er février 2003[29].
- 4 mars : référendum en Suisse sur l'accélération de la procédure d'adhésion, les électeurs se prononcent contre[29].
- 9 avril : l'Union européenne et la Macédoine signent un accord de stabilisation et d'association qui accorde à cet État le statut de candidat potentiel à l'adhésion[29].
- 8 juin : référendum en Irlande sur la ratification du traité de Nice, Les Irlandais se prononcent contre[29].
- 15 et 16 juin : Conseil européen de Göteborg, qui élargit la stratégie de Lisbonne sur l'économie de la connaissance à l'environnement et au développement durable.
- 1er juillet : onzième présidence belge du Conseil de l'Union européenne.
- 1er septembre : Les nouvelles pièces arrivent dans les banques. Les chéquiers en euros sont délivrés au grand public.
- 14 novembre : proposition de la Commission européenne que se termine avant la fin 2002 les négociations d'adhésion avec dix des pays candidats (Chypre, l'Estonie, la Hongrie, la Lettonie, la Lituanie, Malte, la Pologne, la République tchèque, la Slovaquie et la Slovénie) pour qu'ils puissent entrer dans l'Union en 2004, après les processus nationaux de ratification[29].
- 14 et 15 décembre : Conseil européen de Laeken. Lancement de la Convention chargée de préparer la réforme des institutions en vue de l'élargissement de l'Union afin de préparer la prochaine Conférence intergouvernementale. Sont également prises les décisions de renforcer le rôle de l'Europe sur la scène internationale (notamment dans la lutte contre le terrorisme) par l'adoption d'une déclaration d'opérationnalité de la politique extérieure commune de sécurité et de défense ainsi que d'une déclaration sur le Moyen-Orient, et de conclure avant fin 2002 les négociations avec les dix pays candidats prêts à l'adhésion pour qu'ils puissent participer aux élections au Parlements européens de 2004[29].

### 2002
- 1er janvier : troisième présidence espagnole du Conseil de l'Union européenne[65]. Mise en circulation des billets et des pièces en euros dans les pays de la zone euro. Les monnaies nationales ne circulent plus que jusqu'au 17 février 2002 au plus tard. Après cette date, les anciens billets n'auront plus cours légal.
- Juin. Le Conseil européen de Laeken fait de la création du Système européen d'identification des visas (SIV) une « priorité »[66].
- 1er juillet : sixième présidence danoise du Conseil de l'Union européenne.
- 23 juillet : expiration du traité instituant la Communauté européenne du charbon et de l'acier (CECA) 50 ans après son entrée en vigueur, en août 1952 (traité signé le 18 avril 1951)[29].
- 9 octobre : recommandation de la Commission européenne pour que les négociations d'adhésion engagées se terminent avant la fin de l'année avec les dix pays candidats qu'elle estime prêts à adhérer début 2004 : Chypre, l'Estonie, la Hongrie, la Lettonie, la Lituanie, Malte, la Pologne, la République tchèque, la Slovaquie et la Slovénie[29].
- 19 octobre : second référendum en Irlande sur la ratification du traité de Nice, cette fois-ci les Irlandais se prononcent pour[29].
- 24 et 25 octobre : Conseil européen de Bruxelles. Les principaux obstacles à l'élargissement sont levés, les Quinze approuvent la proposition de la Commission européenne d'accepter dix des douze pays candidats à l'adhésion. Un compromis franco-allemand sur la politique agricole commune (PAC) permet de redéfinir une position commune sur le volet agricole. La réforme de la PAC n'est pas prévue avant 2006, toutefois les dépenses seront limitées de 2007 à 2013 au niveau atteint en 2006[29].
- 12 et 13 décembre : Conseil européen de Copenhague. L'Union européenne et les dix pays candidats à l'adhésion (Chypre, Malte, la Hongrie, la Pologne, la République tchèque, la Slovaquie, la Slovénie, l'Estonie, la Lituanie et la Lettonie) signent un accord sur les conditions économiques et financières de l'élargissement. Leur adhésion est prévue le 1er mai 2004. Report fin 2004 des négociations d'adhésion avec la Turquie à la condition qu'elle poursuive ses réformes démocratiques[29].

### 2003

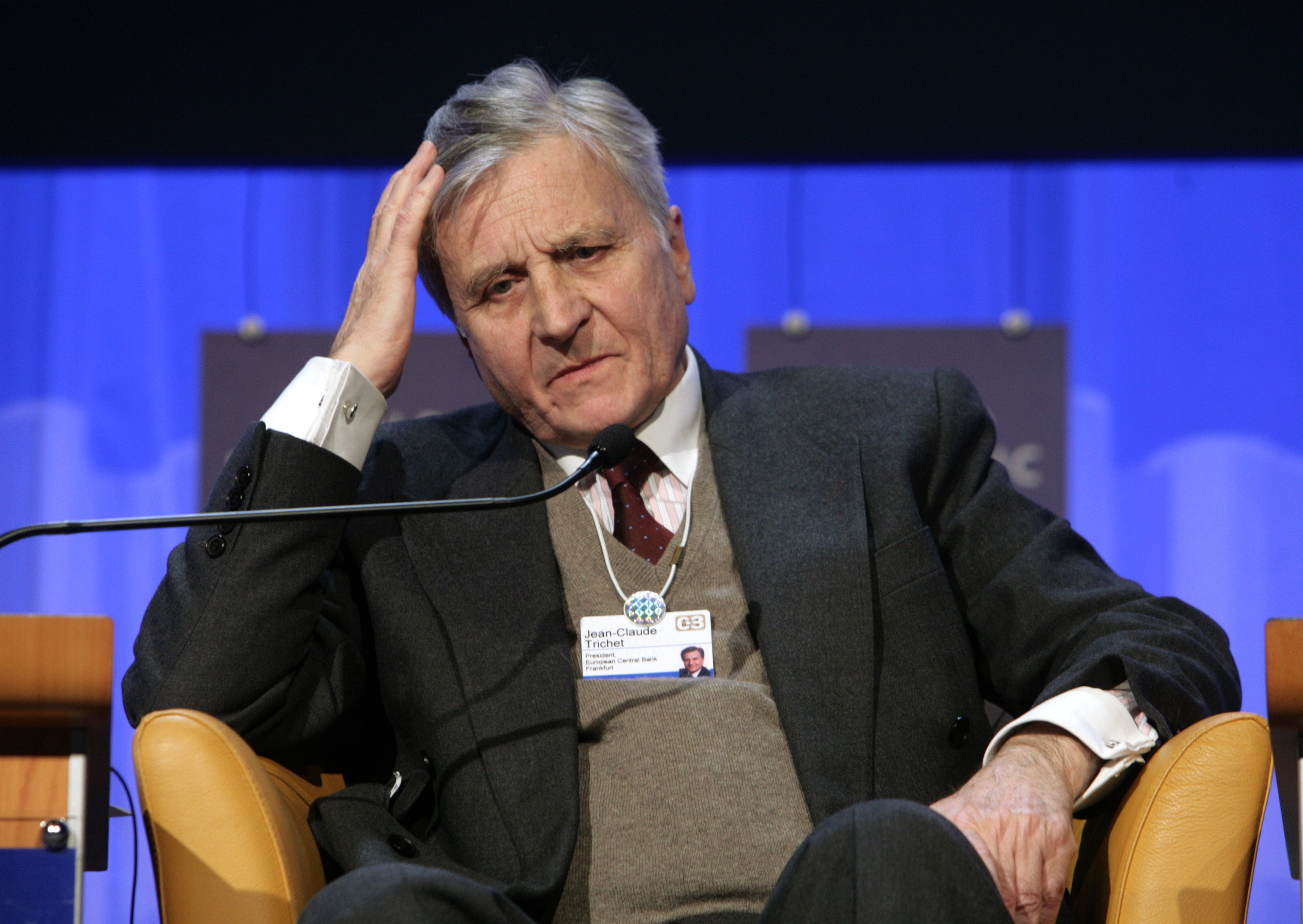
Jean-Claude Trichet devient le second président de la Banque centrale européenne le 1 novembre 2003.

- 1er janvier : quatrième présidence grecque du Conseil européen[67].
- 15 janvier. Mise en opération de la base de données Eurodac concernant les demandes d'asile.
- 1er février : entrée en vigueur du traité de Nice.
- 23 février : la Croatie dépose officiellement sa candidature d'adhésion à l'UE[29].
- 8 mars : le référendum à Malte sur la ratification du traité d'adhésion à l'UE, premier d'une série de référendums dans neuf des dix pays candidats, obtient 53,6 % de votes favorables, contre 46,4 % d'opinions négatives[29], avec une participation de 61 %.
- 23 mars : le référendum en Slovénie sur la ratification du traité d'adhésion à l'UE obtient 89,66 % de votes favorables, contre 10,34 % d'opinions négatives[29], avec une participation de 55,37 %.
- 9 avril : le Parlement européen vote l'adhésion de dix pays supplémentaires (Estonie, Lettonie, Lituanie, Pologne, République tchèque, Slovaquie, Hongrie, Slovénie, Chypre, Malte) qui adhèrent formellement à l'Union par le traité d'Athènes du 16 avril 2003.
- 12 avril : le référendum en Hongrie sur la ratification du traité d'adhésion à l'UE obtient 83,76 % de votes favorables, contre 16,24 % d'opinions négatives. des voix, avec une participation de 45,56 %[29].
- 16 avril : les Quinze et les dix États candidats à l'adhésion (Chypre, l'Estonie, la Hongrie, la Lettonie, la Lituanie, Malte, la Pologne, la République tchèque, la Slovaquie et la Slovénie) signent à Athènes le traité d'adhésion à l'Union européenne[29].
- 10 et 11 mai : le référendum en Lituanie sur la ratification du traité d'adhésion à l'UE obtient 89,92 % de votes favorables, contre 8,85 % d'opinion négatives, avec 1,23 % des bulletins invalidés[29] et 63,3 % de participation.
- 18 mai : le référendum en Slovaquie sur la ratification du traité d'adhésion à l'UE obtient 92,46 % de votes favorables, contre 6,2 % d'opinions négatives[29], avec une participation de 52,15 %.
- 7 et 8 juin : le référendum en Pologne sur la ratification du traité d'adhésion à l'UE obtient 77,45 % de votes favorables, contre 22,55 % d'opinions négatives, avec une participation de 58,85 %[29].
- 13 et 14 juin : le référendum en République tchèque sur la ratification du traité d'adhésion à l'UE obtient 89,66 % de vote favorable, contre 10,34 % d'opinion négatives[29], avec une participation de 55,21 %.
- 1er juillet : onzième présidence italienne du Conseil de l'Union européenne.
- 14 juillet : le Parlement de Chypre ratifie à l'unanimité le traité d'adhésion du pays à l'Union européenne[29].
- 14 septembre : le référendum en Estonie sur la ratification du traité d'adhésion à l'UE obtient 67 % de votes favorables, contre 33 % d'opinions négatives, avec une participation de 63 %[29].
- 20 septembre : le référendum en Lettonie sur la ratification du traité d'adhésion à l'UE obtient 67 % de votes favorables, contre 32,3 % d'opinions négatives, avec 72,53 % de participation. Fin de la série des consultations organisées dans les dix pays candidats à l'UE commencée le 23 mars 2003[29].
- 4 octobre : lancement de la Conférence intergouvernementale (CIG) chargée de préparer le projet de Constitution européenne.
- 1er novembre : Jean-Claude Trichet succède à Wim Duisenberg au poste de président de la Banque centrale européenne.
- 17 novembre: Directive concernant la réutilisation des informations du secteur public.

## Les élargissements vers l'Est (2004-2014)

L'Europe des Vingt-Cinq (2004).
L'Europe des Vingt-Sept (2007).
L'Europe des Vingt-Huit (2013).
Pays membres de l'Union pour la Méditerranée.
Pays membres du Partenariat oriental.

### 2004
- 1er janvier : sixième présidence irlandaise du Conseil de l'Union européenne.
- 22 mars : la Macédoine fait un dépôt officiel de demande d'adhésion à l'Union européenne[29].
- 20 avril : avis favorable de la Commission à la candidature de la Croatie et recommandation d'ouverture de négociations d'adhésion[29].
- 1er mai :
  - Signature à Dublin de l'acte d'élargissement de l'Union européenne qui passe de 15 à 25 pays membres.
  - Adhésion de l' Estonie, de la  Lettonie, de la  Lituanie, de la  Hongrie, de la  Pologne, de la  République tchèque, de la  Slovaquie, de la  Slovénie, de  Malte et de  Chypre.

Des festivités marquent l'événement durant deux jours dont une cérémonie organisée à Dublin par l'Irlande, alors présidente de l'Union européenne, à laquelle assistent les 25 chefs d'État ou de gouvernement de l'Union européenne.
- 1er juin : mise en service de la Carte européenne d'assurance maladie.
- 10 au 13 juin : élections européennes dans les 25 pays de l'Union européenne.
- 17 et 18 juin : le Conseil européen se réunit à Bruxelles. Accord politique sur le projet de Constitution européenne. Confirmation officielle du statut de la Croatie de candidat à l'adhésion et recommandation d'ouverture des négociations début 2005 conformément à la procédure d'adhésion appliquée pour les dix pays devenus membres le 1er janvier 2004[29].
- 1er juillet : onzième présidence néerlandaise du Conseil de l'Union européenne.
- 12 juillet : création de l'Agence européenne de défense.
- 6 octobre : publication du rapport de la Commission européenne qui recommande d'engager les négociations d'adhésion avec la Turquie sous certaines conditions. Une décision officielle devra être prise par le Conseil européen du 17 décembre 2004[68]. Publication d'un document de stratégie sur les progrès en vue de l'adhésion de la Bulgarie et de la Roumanie prévue en 2007 et de stratégie de pré-adhésion pour la Croatie[29].
- 29 octobre : signature du Traité établissant une Constitution pour l'Europe.
- 16 et 17 décembre : Conseil européen de Bruxelles, le Conseil européen décide l'ouverture des négociations d'adhésion avec la Turquie le 3 octobre 2005 tout en imposant des conditions très strictes, dont en premier la reconnaissance de Chypre. Signature du traité d'adhésion de la Bulgarie et de la Roumanie à l'UE prévue en avril 2005 et adhésion prévue en janvier 2007. Ouverture des négociations avec la Croatie prévue en mars 2005 à la condition que ce pays coopère pleinement avec le Tribunal pénal international pour l'ex-Yougoslavie[69].

### 2005

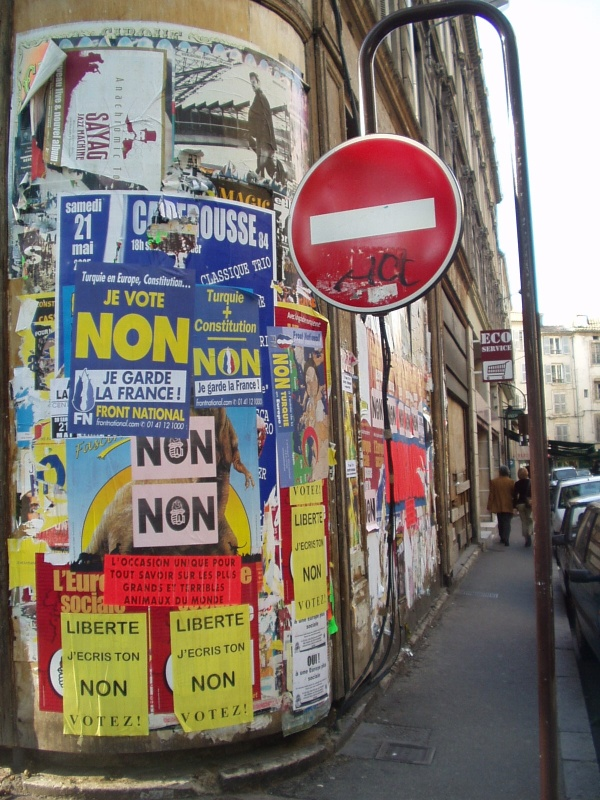
Le « non » l'emporte en France au référendum sur la constitution européenne de 2005.

- 1er janvier : onzième présidence luxembourgeoise du Conseil de l'Union européenne.
- 1er février : entrée en vigueur de l'accord de stabilisation et d'association (ASA), premier accord global entre l'UE et la Croatie semblable aux accords conclus avec les anciens pays candidats à l'adhésion.
- 16 mars : report par le Conseil affaires générales et relations extérieures des négociations d'adhésion avec la Croatie, prévue le 17 mars, à cause d'un manque de coopération de la Croatie avec le Tribunal pénal international pour l'ex-Yougoslavie (TPIY), la Croatie n'ayant pas livré le général Ante Gotovina au tribunal[29].
- 13 avril : l'adhésion future de la Bulgarie et de la Roumanie est approuvée par le Parlement respectivement par 522 voix pour et 70 contre, 497 voix pour et 93 contre[29].
- 25 avril : la Bulgarie et la Roumanie signent le Traité relatif à l'adhésion de la Bulgarie et de la Roumanie à l'Union européenne[70] en vue de leur adhésion le 1er janvier 2007. Le traité contient une close de sauvegarde inédite pouvant retarder ces adhésions en raison des problèmes importants que doivent encore résoudre ces deux pays[29].
- 27 mai : Traité de Prüm entre plusieurs États de l'UE renforce la coopération policière européenne, y compris en matière biométrique. Il réaffirme la mise en place du Système européen d'identification des visas (SIV).
- 29 mai : la France dit « non » à 54,67 % au référendum sur la constitution européenne avec une participation de 69,37 %[71].
- 1er juin : les Pays-Bas rejettent le texte à leur tour par référendum.
- juin : le site français de Cadarache est retenu pour abriter le réacteur expérimental ITER.
- 17 et 18 juin : sommet européen qui se tient à Bruxelles. Tony Blair impose ses conditions pour l'augmentation de la contribution britannique à la révision de la PAC.
- 1er juillet : sixième présidence britannique du Conseil européen.
- 10 juillet : les luxembourgeois disent « oui » à la Constitution européenne.
- 26 septembre : entrée comme observateurs au Parlement européen des députés roumains et bulgares en vue de l'adhésion en 2007 de leur pays. Ils sont autorisés à prendre part aux travaux des commissions et à ceux des groupes parlementaires[29].
- 3 octobre : signature d'un accord permettant l'ouverture des négociations entre l'Union européenne et la Turquie pour l'adhésion. Ouverture des négociations d'adhésion avec la Croatie.
- Novembre : ouverture officielle des négociations entre l'UE et la Bosnie-Herzégovine pour la signature d'un Accord de stabilisation et d'association (ASA) en vue d'une future adhésion[29].
- Décembre : lancement du premier satellite du système européen de navigation Galileo.

### 2006
- 1er janvier : deuxième présidence autrichienne du Conseil de l'Union européenne[72].
- 25 janvier : début des négociations entre l'UE et la Bosnie-Herzégovine pour la signature d'un Accord de stabilisation et d'association (ASA) en vue d'une future adhésion[29].
- 16 mai : la Commission propose à la Slovénie que celle-ci adopte l'euro comme monnaie officielle à partir du 1er janvier 2007 après qu'est consulté le Parlement et les chefs d'État ou de gouvernement des États membres. Rejet d'une proposition similaire pour la Lituanie. Report de la publication de la décision sur la date d'adhésion à l'UE de la Bulgarie et de la Roumanie[29].
- 1er juillet : deuxième présidence finlandaise du Conseil de l'Union européenne.

### 2007
- 1er janvier :
  - douzième présidence allemande du Conseil de l'Union européenne[73].
  - la Slovénie adopte comme monnaie officielle l'euro.
  - adhésion de la  Roumanie et de la  Bulgarie. L'Union européenne compte 27 membres.
  - mise en place de l'Instrument d'aide de préadhésion
- 15 mars : l'Union européenne et le Monténégro signent un accord de d'association et de stabilisation[29].
- 25 mars : commémoration du cinquantième anniversaire de la signature du traité de Rome. Tous les pays de la zone euro émettent une pièce commémorative de 2 euros.
- 21 et 22 juin : Conseil européen de Bruxelles.
- 23 juin : les 27 États membres parviennent à un accord sur un projet de traité modificatif (qui comprendra également la transformation du traité CE en traité sur le fonctionnement de l'Union (voir aussi groupe Amato).
- 1er juillet : troisième présidence portugaise du Conseil de l'Union européenne.
- 19 octobre : le Traité modificatif a été approuvé par le Conseil européen de Lisbonne (futur traité de Lisbonne).
- 13 décembre 2007, signature du traité de Lisbonne, qui devra être ratifié pour pouvoir entrer en vigueur le 1er janvier 2009.

### 2008
- 1er janvier : présidence slovène du Conseil de l'Union européenne. Chypre et Malte adoptent l'euro comme monnaie officielle. La zone euro compte quinze pays, soit 320 millions de personnes[74]
- 8 janvier : le président de la Commission européenne José Manuel Barroso et le Premier ministre slovène Janez Janša, alors président du Conseil de l'Union européenne, inaugurent l'année européenne du dialogue interculturel à Ljubljana, en Slovénie[74].
- 28 janvier : dans le cadre de la politique européenne de sécurité et de défense (PESD) et conformément à la résolution 1778 du Conseil de sécurité des Nations unies (prise en 2007), le lancement d'une opération militaire, appelée « EUFOR Tchad/RCA », dans l'est du Tchad et dans le nord-est de la République centrafricaine est approuvée par l'Union européenne[74].
- 4 février : la mission « État de droit » au Kosovo, ou EULEX Kosovo est créé par le Conseil de l'Union européenne[75]. Pieter Feith est nommé représentant spécial de l'Union européenne (RSUE) au Kosovo[74].
- 5 février : le Haut Représentant de l'Union européenne pour la politique étrangère et de sécurité commune Javier Solana reçoit le prix de la paix du Children's United Parliament of the World (CUPW)[74].
- 7 février : ratification du traité de Lisbonne par la France après révision de la constitution. Le vice-président de la Commission européenne Günter Verheugen lance l'Enterprise Europe Network (EEN), le réseau d'aide européen aux entreprises. Le général de corps d'armée à la retraite Yves de Kermabon est chargée de surveiller et d'encadrer l'indépendance du Kosovo dans le cadre de la mission EULEX Kosovo[74].
- 12 février : un partenariat révisé avec la Croatie en vue de l'adhésion est adopté par le Conseil de l'Union européenne[74].
- 16 février : lancement officiel de la mission EULEX Kosovo par le Conseil de l'Union européenne[75].
- 13 et 14 mars : Conseil européen de Bruxelles[74].
- 29 mars - La République tchèque, Estonie, Hongrie, Lettonie, Lituanie, Malte, Pologne, Slovaquie et Slovénie élargissent les accords de Schengen aux aéroports[76].
- 30 mars : entrée en vigueur du nouvel accord « Ciel ouvert » signé par l'Union européenne et les États-Unis[74].
- 12 juin : rejet par 53,4 % des voix du traité de Lisbonne par référendum en Irlande (l'unique référendum organisé parmi les 27 États membres).
- 14 juin : début des actions de la mission EULEX Kosovo[75].
- 1er juillet : douzième présidence française du Conseil de l'Union européenne.
- 13 juillet : l'Union pour la Méditerranée est fondée à Paris à l'initiative de Nicolas Sarkozy.
- 14 décembre : le Monténégro dépose officiellement sa candidature d'adhésion à l'Union européenne.

### 2009
- 1er janvier : présidence tchèque de l'Union européenne. La Slovaquie adopte l'euro.
- 26 mars : accord du Parlement européen sur le grand marché transatlantique entre l'Union européenne et les États-Unis.
- 7 mai : le Sommet pour le Partenariat oriental se tient à Prague.
- 4- 7 juin : élections européennes de 2009.
- 1er juillet : présidence suédoise de l'Union européenne.
- 16 juillet : l'Islande dépose officiellement sa candidature d'adhésion à l'Union européenne.
- 17 septembre : José Manuel Barroso est réélu à la tête de la Commission européenne pour 5 ans.
- 2 octobre : l'Irlande dit oui au traité de Lisbonne à plus de 67 % des voix.
- 9 octobre : le président polonais signe le traité de Lisbonne.
- 3 novembre : le président tchèque, Vaclav Klaus, ratifie le traité de Lisbonne ; la République tchèque demeurait le seul état membre qui ne l'avait pas encore ratifié.
- 19 novembre : sommet extraordinaire à Bruxelles pour élire le Président du Conseil européen, Herman Van Rompuy fut élu à ce poste. Catherine Ashton sera diplomate en chef de l'UE.
- 1er décembre : entrée en vigueur du traité de Lisbonne ; prise de fonctions de Catherine Ashton (haut représentant de l'Union pour les affaires étrangères) et de Pierre de Boissieu (secrétaire général du Conseil de l'Union européenne).
- 22 décembre : la Serbie dépose officiellement sa candidature d'adhésion à l'Union européenne.

### 2010
- Depuis le début de l'année : crise financière grecque.
- 1er janvier : présidence espagnole du Conseil de l'Union européenne et prise de fonction d'Herman Van Rompuy (président du Conseil européen).
- 4 janvier : premier jour de travail de Herman Van Rompuy, qui convoquera un sommet extraordinaire de l'UE pour le 11 février. Ce sommet est censé discuter de la crise économique et la future stratégie économique de l'Union européenne.
- 9 février : Commission Barroso II approuvée par le Parlement européen.
- 11 février : sommet extraordinaire des chefs d'état et de gouvernement, notamment consacré à la situation financière de la Grèce.
- 1er juillet : douzième présidence belge du Conseil de l'Union européenne.
- Décembre : le Monténégro est candidat à l'adhésion à l'Union européenne.

### 2011
- 1er janvier :
  - adhésion de l'Estonie à la zone euro initialement prévue en 2010.
  - présidence hongroise du Conseil de l'Union européenne.
- Juin 2011 : dissolution de l'Union de l'Europe occidentale, dont les fonctions sont reprises par l'Union européenne.
- 1er juillet : présidence polonaise du Conseil de l'Union européenne.

### 2012

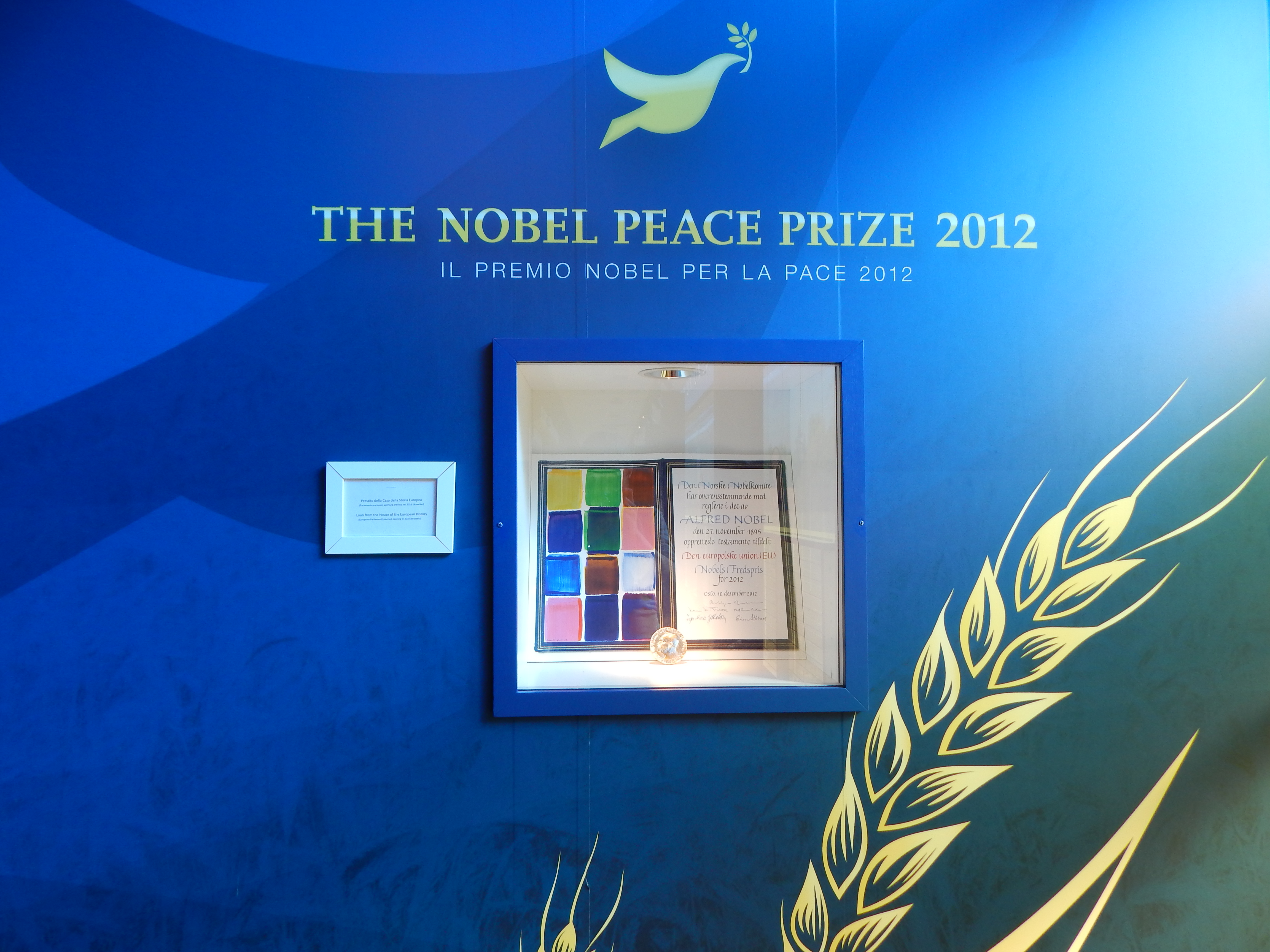
Le prix présenté au public lors de l'exposition universelle de Milan en 2015.

- 1er janvier : présidence danoise du Conseil de l'Union européenne.
- 1er juillet : présidence chypriote du Conseil de l'Union européenne.
- 12 octobre : Le comité Nobel annonce que le prix Nobel de la paix 2012 est décerné à l'UE pour sa « contribution à l'avancement de la paix et de la réconciliation, la démocratie et les droits de l'homme en Europe ».

### 2013
- 1er janvier : présidence irlandaise du Conseil de l'Union européenne.
- 19 janvier : mise en place progressive du Permis de conduire européen, modèle unique de permis de conduire.
- 1er juillet :
  - adhésion de la  Croatie. L'Union européenne compte dès lors 28 membres.
  - présidence lituanienne du Conseil de l'Union européenne.
- 25 juillet : le premier sommet du Processus de Brdo-Brijuni se tient en Slovénie.

### 2014
- 1er janvier :
  - adoption par la Lettonie de la monnaie unique,
  - adhésion de Mayotte à l'Union européenne, dont le statut passe de celui de PTOM à celui de RUP à la suite de la départementalisation de l'île en 2011.
  - présidence grecque du Conseil de l'Union européenne.
- 22-25 mai : élections européennes de 2014
- 27 juin : Reconnaissance du statut de candidat à l'Albanie par le Conseil européen.
- 1er juillet : présidence italienne du Conseil de l'Union européenne.
- 28 août : le premier sommet du Processus de Berlin se tient en Allemagne.
- 1er novembre
  - prise de fonction de la commission Juncker.
  - entrée en fonction du nouveau Haut Représentant, Federica Mogherini.
- 1er décembre : Entrée en fonction du nouveau président du Conseil européen Donald Tusk.

## De la crise migratoire auBrexit(de 2015 à nos jours)

L'Europe des Vingt-Sept (2020).
Pays membres de l'Union pour la Méditerranée.
Pays membres du Partenariat oriental.

### 2015
- Depuis le début de l'année : intensification de la crise migratoire européenne.
- 1er janvier :
  - adoption par la Lituanie de la monnaie unique.
  - début de la première présidence lettonne du Conseil de l'Union européenne.
- 12 mars : retrait de la candidature de l'Islande à l'adhésion à l'Union européenne.
- 1er juillet : début de la douzième présidence luxembourgeoise du Conseil de l'Union européenne
- 13 juillet : les chefs d'État de l'Eurogroupe concluent avec la Grèce un accord sur un nouveau plan d'austérité devoir ouvrir la voie à un réaménagement de sa dette.
- 30 octobre : signature l'accord économique et commercial global entre l'UE et le Canada.

### 2016
- Depuis le début de l'année : recours partiels aux contrôles des frontières au sein de l'espace Schengen.
- 1er janvier : début de la douzième présidence néerlandaise du Conseil de l'Union européenne.
- 15 février : la Bosnie-Herzégovine dépose sa candidature à l'adhésion à l'Union européenne.
- 6 avril : rejet du référendum sur l'approbation de l'accord d'association entre l'Ukraine et l'Union européenne aux Pays-Bas.
- 23 juin : Le Royaume-Uni décide par référendum de quitter l'Union européenne.
- 1er juillet : prise de fonction de la première présidence slovaque du Conseil de l'Union européenne.
- 6 octobre : instauration officielle de l'Agence européenne de garde-frontières et de garde-côtes, surnommée Frontex, afin de renforcer la gestion et la sécurité des frontières extérieures de l'UE.
- 15 décembre : le système européen de navigation par satellite Galileo commence à fonctionner.

### 2017

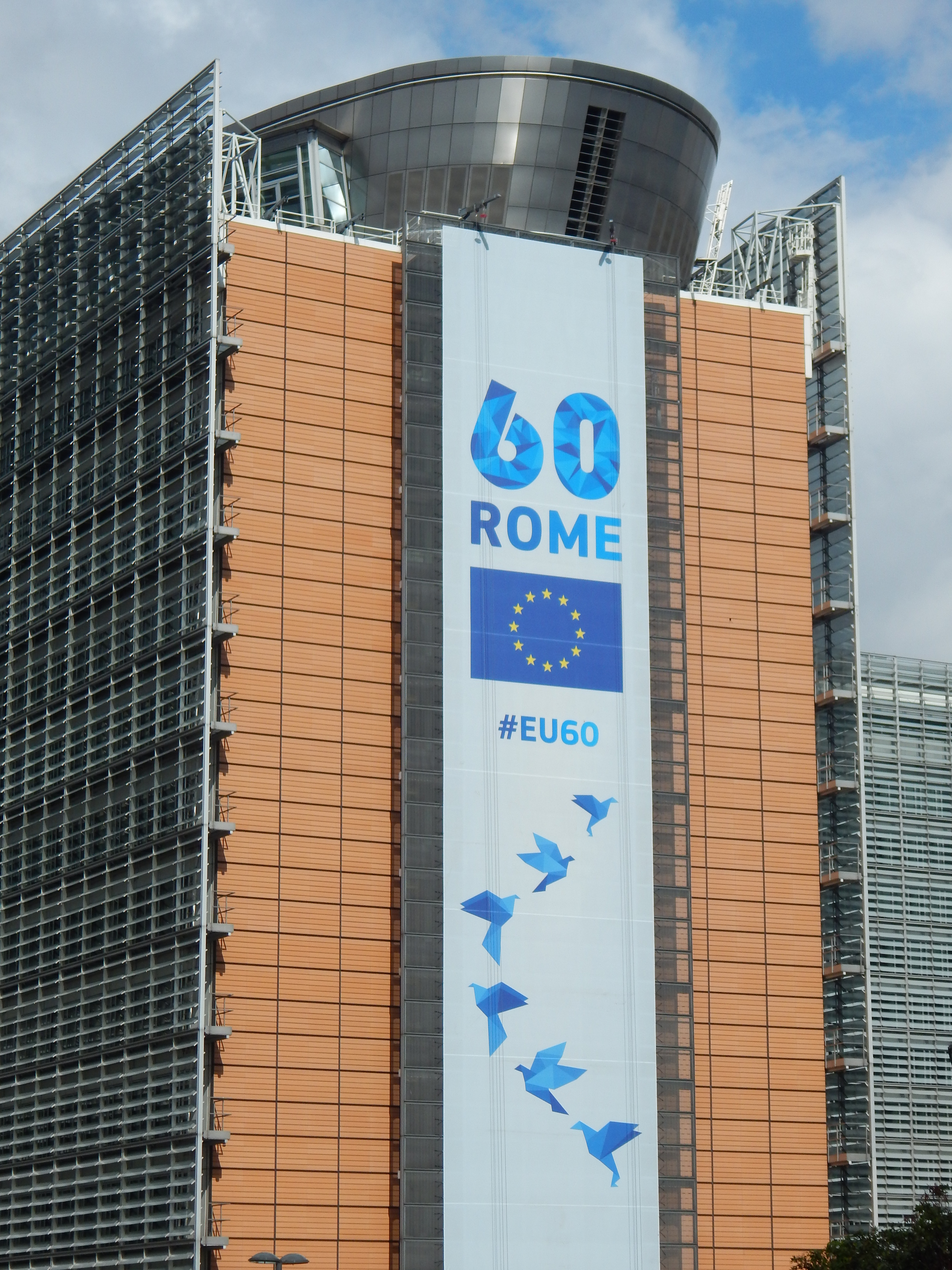
Affiche célébrant les 60 ans du traité de Rome, sur le bâtiment Berlaymont.

- 1er janvier : début de la première présidence maltaise du Conseil de l'Union européenne.
- 17 janvier : les députés européens élisent Antonio Tajani au poste de président du Parlement européen.
- 25 mars : commémorations du 60e anniversaire du traité de Rome.
- 29 mars : notification sur l'intention du Royaume-Uni de quitter l'Union européenne et demande des Britanniques de négocier un accord de partenariat en parallèle de l’accord de retrait.
- 19 juin : début des discussions du retrait du Royaume-Uni de l'Union européenne à Bruxelles.
- 20 novembre : l'Autorité bancaire européenne déménage de Londres à Paris et l'Agence européenne des médicaments de Londres à Amsterdam.

### 2018
- 1er janvier : première présidence bulgare du Conseil de l'UE.
- 12 janvier : Mário Centeno est nommé président de l'Eurogroupe par les ministres des Finances des États membres de la zone euro.
- 21 avril : signature d'un nouvel accord de libre-échange entre l'UE et le Mexique.
- 5 mai : entrée en vigueur du règlement général sur la protection des données.
- 12 juin : signature d'un accord entre la Grèce et la Macédoine portant sur son changement de nom et levant le blocage grec quant à la procédure d'adhésion de ce pays.
- 25 juin : signature de l'initiative européenne d'intervention  par 9 des États membres.
- 27 juin : annonce de l'ouverture des négociations d'adhésion en 2019 pour la  Macédoine et l' Albanie sous certaines conditions.
- 17 juillet : signature d'un accord de libre-échange entre l'UE et le Japon.
- 19 octobre : signature d'un accord de libre-échange entre Singapour et l'Union européenne.

### 2019
- 21 février : entrée en vigueur de l'accord de libre-échange entre l'UE et le Japon.
- 28 juin : signature d'un accord de libre-échange avec le Mercosur.
- 2 juillet : le nouveau Parlement européen commence ses travaux.
- 1er octobre : Laura Codruța Kövesi prend la tête du nouveau Parquet européen.
- 1er novembre : Ursula von der Leyen prend ses fonctions de présidente de la Commission européenne et Christine Lagarde de présidente de la Banque centrale européenne.
- 1er décembre : Charles Michel prend ses fonctions de président du Conseil européen.

### 2020
- 1er janvier : début de la première présidence croate du Conseil de l'Union européenne.
- Depuis le début de l'année : pandémie de Covid-19 en Europe et dans le monde entrainant de profonds changements.
- 31 janvier : sortie effective du Royaume-Uni de l'Union européenne, assorti d'une période de transition jusqu'au 31 décembre 2020.
- 13 juillet : entrée de la Bulgarie et la Croatie dans le mécanisme de taux de change européen (MCE II).
- 21 juillet : adoption du plan de relance européen de 2020 destiné à relancer l'UE après la récession (2021-2023).
- 28 septembre : prise de fonction officielle du collège des procureurs du Parquet européen (créé en 2017).
- 24 décembre : signature d'un accord de commerce et de coopération entre le Royaume-Uni et l'Union européenne.

### 2021
- 1er janvier : Le Royaume-Uni quitte l'Union européenne.

### 2022
- 1er janvier : présidence française du Conseil de l'UE.
- Conseil européen extraordinaire du 24 février 2022 convoqué à Bruxelles à la suite de l'attaque russe en Ukraine.
- 28 février : à la suite de l'agression russe, l'Ukraine dépose officiellement sa candidature d'adhésion à l'Union européenne.
- 2 mars : à la suite de l'agression russe en Ukraine, la Géorgie dépose officiellement sa candidature d'adhésion à l'Union européenne.
- 3 mars : toujours à la suite de l'attaque russe en Ukraine, la Moldavie dépose officiellement sa candidature d'adhésion à l'Union européenne.
- 1er juin : les Danois approuvent par référendum la levée de l'option de retrait du pays de la politique de sécurité et de défense commune de l'Union européenne.
- 23 juin : décision des Vingt-Sept d'accorder à l'Ukraine et à la Moldavie le statut de pays candidats à l'Union européenne[77].

### 2023
- 1er janvier : la Croatie devient le 20e état de la zone euro[78] et adhère à l'Espace Schengen[79].

### 2024
- 21 mars : les 27 dirigeants de l’UE donnent leur accord à l’ouverture des négociations d’adhésion à l’Union européenne avec la Bosnie-Herzégovine[80].

### 2025
- 1er janvier : adhésion de la Bulgarie et de la Roumanie à l'Espace Schengen[81].

### 2026
- 1er janvier : la Bulgarie devient le 21e État membre de la zone euro[82]

## Évolution des traités
| Signature Entrée en vigueur Nom du traité | 1948 Traité de Bruxelles                                      | 1951 1952 Traité CECA                             | 1954 1955 Accords de Paris                            | 1957 1958 Traité de Rome (TCEE) Traité Euratom        | 1965 1967 Traité de fusion                            | 1975 1976 institution officieuse    | 1986 1987 Acte unique européen | 1992 1993 Traité de Maastricht (TUE et TCE) | 1992 1993 Traité de Maastricht (TUE et TCE) | 1997 1999 Traité d'Amsterdam (TUE et TCE) | 2001 2003 Traité de Nice (TUE et TCE) | 2007 2009 Traité de Lisbonne (TUE et TFUE) | 2007 2009 Traité de Lisbonne (TUE et TFUE) |  |  |  |  |  |  |  |  |
|                                           |                                                               |                                                   |                                                       |                                                       |                                                       |                                     |                                |                                             |                                             |                                           |                                       |                                            |                                            |  |  |  |  |  |  |  |  |
| Les trois piliers de l'Union européenne   |                                                               |                                                   |                                                       |                                                       |                                                       |                                     |                                |                                             |                                             |                                           |                                       |                                            |                                            |  |  |  |  |  |  |  |  |
| Communautés européennes                   |                                                               |                                                   |                                                       |                                                       |                                                       |                                     |                                |                                             |                                             |                                           |                                       |                                            |                                            |  |  |  |  |  |  |  |  |
|                                           | Communauté européenne de l'énergie atomique (Euratom)         |                                                   |                                                       |                                                       |                                                       |                                     |                                |                                             |                                             |                                           |                                       |                                            |                                            |  |  |  |  |  |  |  |  |
|                                           |                                                               |                                                   | Communauté européenne du charbon et de l'acier (CECA) | Communauté européenne du charbon et de l'acier (CECA) | Communauté européenne du charbon et de l'acier (CECA) | Dissoute en 2002                    | Dissoute en 2002               | Dissoute en 2002                            |                                             | Union européenne (UE)                     | Union européenne (UE)                 |                                            |                                            |  |  |  |  |  |  |  |  |
|                                           |                                                               |                                                   | Communauté économique européenne (CEE)                | Communauté économique européenne (CEE)                | Communauté économique européenne (CEE)                |                                     |                                | Communauté européenne (CE)                  | Communauté européenne (CE)                  | Union européenne (UE)                     | Union européenne (UE)                 |                                            |                                            |  |  |  |  |  |  |  |  |
|                                           |                                                               | TREVI                                             | TREVI                                                 | Justice et affaires intérieures (JAI)                 |                                                       |                                     |                                | Communauté européenne (CE)                  | Communauté européenne (CE)                  | Union européenne (UE)                     | Union européenne (UE)                 |                                            |                                            |  |  |  |  |  |  |  |  |
|                                           | Coopération policière et judiciaire en matière pénale (CPJMP) | TREVI                                             | TREVI                                                 | Justice et affaires intérieures (JAI)                 |                                                       |                                     |                                |                                             |                                             | Union européenne (UE)                     | Union européenne (UE)                 |                                            |                                            |  |  |  |  |  |  |  |  |
|                                           | Coopération politique européenne (CPE)                        | Politique étrangère et de sécurité commune (PESC) | Politique étrangère et de sécurité commune (PESC)     | Politique étrangère et de sécurité commune (PESC)     | Politique étrangère et de sécurité commune (PESC)     |                                     |                                |                                             |                                             | Union européenne (UE)                     | Union européenne (UE)                 |                                            |                                            |  |  |  |  |  |  |  |  |
| Union occidentale (UO)                    | Union occidentale (UO)                                        | Union de l'Europe occidentale (UEO)               | Union de l'Europe occidentale (UEO)                   | Union de l'Europe occidentale (UEO)                   | Union de l'Europe occidentale (UEO)                   | Union de l'Europe occidentale (UEO) |                                |                                             |                                             |                                           | Union européenne (UE)                 |                                            |                                            |  |  |  |  |  |  |  |  |
| Union occidentale (UO)                    | Union occidentale (UO)                                        | Union de l'Europe occidentale (UEO)               | Union de l'Europe occidentale (UEO)                   | Union de l'Europe occidentale (UEO)                   | Union de l'Europe occidentale (UEO)                   | Union de l'Europe occidentale (UEO) | Dissoute en 2011               |                                             |                                             |                                           |                                       |                                            |                                            |  |  |  |  |  |  |  |  |
|                                           |                                                               |                                                   |                                                       |                                                       |                                                       |                                     |                                |                                             |                                             |                                           |                                       |                                            |                                            |  |  |  |  |  |  |  |  |

## Étapes importantes de la construction européenne
Pour reprendre la formule de Jean Monnet, « l'Europe ne s'est pas faite en un jour, ou en un an, c'est une vieille idée qui a mis des années à se concrétiser ».

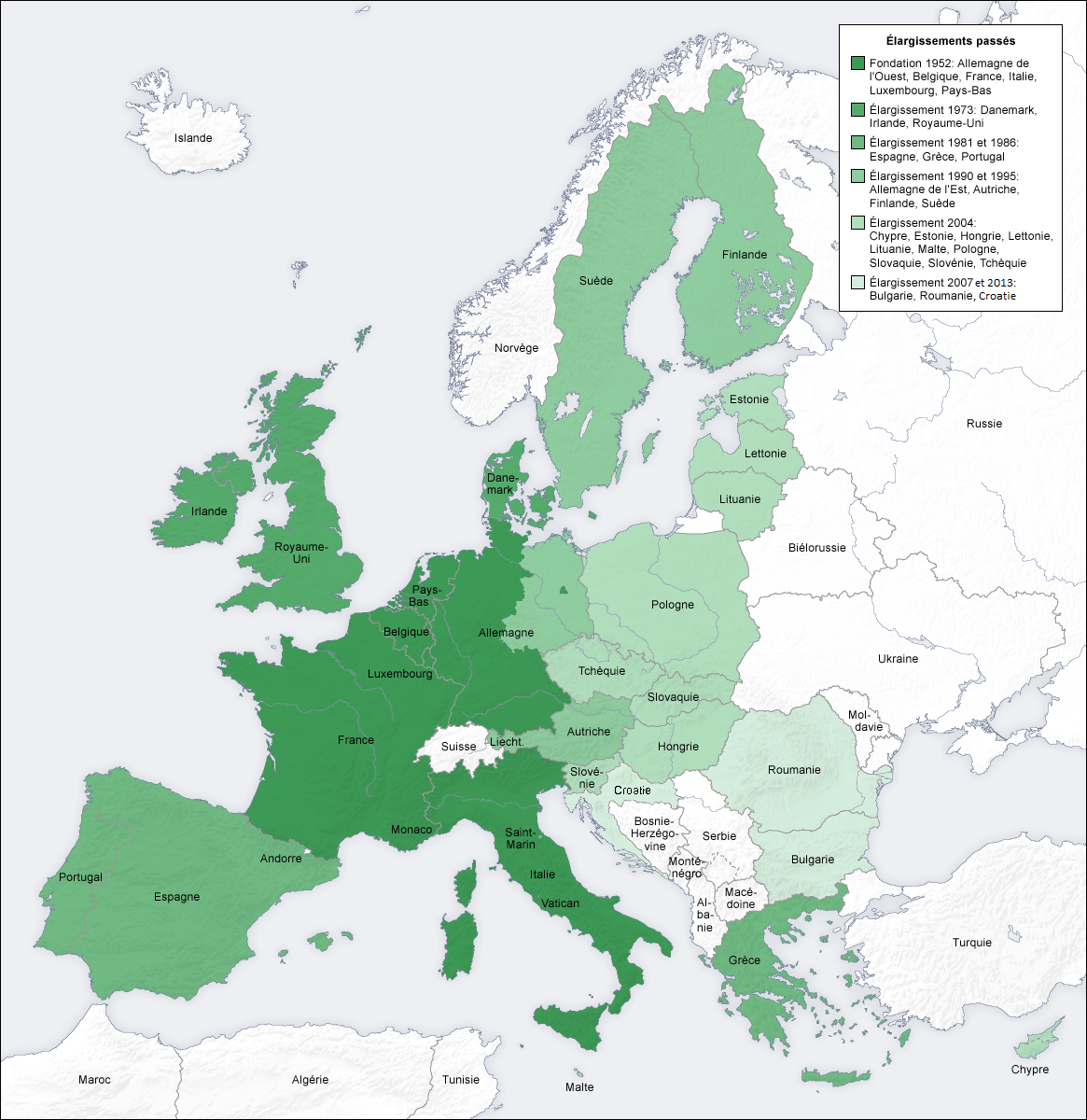

1946 : « États-Unis d'Europe » - Proposition de création par Winston Churchill.
1948 : « Benelux » - Entrée en vigueur.
1948 : « O.E.C.E » - Entrée en vigueur de L'organisation européenne de coopération économique.
1952 : « Marché commun » - L'actuelle Union européenne est au départ le résultat de la volonté des 6 pays fondateurs. l'Allemagne, la Belgique, la France, l'Italie, le Luxembourg et les Pays-Bas créent la Communauté européenne du charbon et de l'acier (CECA).
1957 : « Europe des Six » - Traité de Rome, la CECA devient la Communauté économique européenne (CEE).
1973 : « Europe des Neuf » - Adhésion du Danemark, de l'Irlande et du Royaume-Uni.
1981 : « Europe des Dix » - La Grèce entre à son tour dans la Communauté européenne.
1986 : « Europe des Douze » - Adhésion de l'Espagne et du Portugal.
1990 : « Europe des Douze » - Réunification de l'Allemagne (l'ancienne République démocratique allemande fait alors partie des Douze).
1992 : Traité de Maastricht - L'Union européenne émerge, avec une construction européenne plus poussée.
1995 : « Europe des Quinze » - Adhésion de l'Autriche, de la Finlande et de la Suède.
1999 : Naissance de l'Union monétaire européenne (UME à 11) et fixation du taux de l'euro qui devient la monnaie officielle de l'Union européenne - Parmi les Quinze, deux pays ont rejeté l'adhésion pleine à l'Union monétaire et conservent leur monnaie (le Royaume-Uni et le Danemark), la Suède bien que normalement éligible (et qui aurait dû y rentrer selon les traités qu'elle a signé) a finalement repoussé à plus tard son adhésion (officiellement pour des raisons techniques, mais en réalité pour des raisons politiques intérieures), et la Grèce (qui était candidate) n'est pas immédiatement éligible (mais ces quatre pays participent au moins partiellement à l'UME, avec leurs monnaies respectives).
2001 : la Grèce est devenue éligible et adopte l'euro (UME à 12), qui entre en circulation l'année suivante (ainsi qu'à Saint-Marin, Monaco et au Vatican avec l'accord de la Commission européenne, bien que non membres de l'UME, et de facto aussi en Andorre à la place du franc français et de la peseta espagnole, et aussi dans la province serbe du Kosovo sous administration internationale européenne à la place du Deutschmark, à la suite des accords de paix de Dayton).
2004 : « Europe des Vingt-Cinq » - Adhésion de Chypre, Malte, de la Slovénie, la Pologne, la Hongrie, la République tchèque, l'Estonie, la Lettonie, la Lituanie, la Slovaquie.
2007 : « Europe des Vingt-Sept » - La Bulgarie et la Roumanie ont signé un traité d'adhésion en avril 2005 qui est entré en vigueur le 1er janvier 2007. La Slovénie adopte l'euro (UME à 13).
2008 : Chypre et Malte adoptent l'euro (UME à 15).
2009 : la Slovaquie adopte l'euro (UME à 16).
2011 : l'Estonie adopte l'euro (UME à 17).
2013 : « Europe des Vingt-Huit » - La Croatie intègre l'Union européenne le 1er juillet 2013.
2014 : la Lettonie adopte l'euro (UME à 18).
2015 : la Lituanie adopte l'euro (UME à 19).
2020 : « Europe des Vingt-Sept » - à la suite du référendum pro-Brexit au Royaume-Uni, le pays quitte l'Union européenne après des négociations qui ont duré deux ans, tel que prévu dans le traité sur l'Union européenne.
2023 : la Croatie adopte l'euro (UME à 20).
2026 : la Bulgarie adopte l'euro (UME à 21).
À l'avenir : 7 États sont candidats reconnus à l'admission, :
- Albanie
- Macédoine du Nord
- Serbie
- Monténégro
- Turquie
- Moldavie
- Ukraine
- Bosnie-Herzégovine
- Géorgie

D'autres pays sont des candidats potentiels :
- Kosovo
- Islande